# Liste des plus hauts gratte-ciel de France
 (septembre 2024).
 (juin 2015).
Si vous disposez d'ouvrages ou d'articles de référence ou si vous connaissez des sites web de qualité traitant du thème abordé ici, merci de compléter l'article en donnant les références utiles à sa vérifiabilité et en les liant à la section « Notes et références ».
La France compte un certain nombre de gratte-ciel, mais leur nombre et leur taille restent modestes par rapport à l'ensemble des gratte-ciel de grande hauteur à travers le monde. À ce titre, les immeubles de grande hauteur commencent à partir de 28 m, sauf pour les immeubles à usage d'habitation, pour lesquels le seuil est de 50 m (réglementation IGH, décembre 2011).

La Défense, le quartier d'affaires où se situent la plupart des plus hauts gratte-ciel français.

## Liste des plus hauts gratte-ciel de France
Ce classement prend en compte la hauteur architecturale totale de ces gratte-ciel, c'est-à-dire que les antennes et autres flèches décoratives sont prises en compte. Cependant, la tour Eiffel et autres tours et antennes de télécommunications (y compris celles présentes sur les gratte-ciel) ne font pas partie de ce classement car il ne s’agit pas de gratte-ciel.
C'est actuellement la tour First, avec ses 231 mètres, qui est le plus haut gratte-ciel de France.
La présence d'un astérisque * signifie que le gratte-ciel, bien que n'étant pas encore inauguré, a atteint sa hauteur finale.
| Nom                              | Année       | Utilisation        | Hauteur (m) | Étages   | Localisation         |
| -------------------------------- | ----------- | ------------------ | ----------- | -------- | -------------------- |
| The Link*                        | 2025        | Bureaux            | 242 et 178  | 52 et 35 | La Défense           |
| Tour First                       | 2011        | Bureaux            | 231         | 52       | La Défense           |
| Tour Hekla                       | 2022        | Bureaux            | 220         | 49       | La Défense           |
| Tour Montparnasse                | 1973        | Bureaux            | 210         | 59       | Paris 15e            |
| Tour Incity                      | 2015        | Bureaux            | 200         | 39       | Lyon 3e              |
| Tour Majunga                     | 2014        | Bureaux            | 194         | 45       | La Défense           |
| Tour Total Coupole               | 1987        | Bureaux            | 187         | 48       | La Défense           |
| Tour T1                          | 2008        | Bureaux            | 185         | 36       | La Défense           |
| Tour Areva                       | 1974        | Bureaux            | 185         | 44       | La Défense           |
| Tour Granite                     | 2008        | Bureaux            | 183         | 37       | La Défense           |
| Tour Duo 1                       | 2021        | Bureaux            | 180         | 39       | Paris 13e            |
| Tour CB21                        | 1974        | Bureaux            | 180         | 46       | La Défense           |
| Tour Saint-Gobain                | 2019        | Bureaux            | 178         | 44       | La Défense           |
| Tour D2                          | 2015        | Bureaux            | 171         | 37       | La Défense           |
| To-Lyon                          | 2023        | Bureaux et Hôtel   | 171         | 43       | Lyon 3e              |
| Tour Alicante                    | 1995        | Bureaux            | 167         | 37       | La Défense           |
| Tour Chassagne                   | 1995        | Bureaux            | 167         | 37       | La Défense           |
| Tour Trinity                     | 2020        | Bureaux            | 167         | 33       | La Défense           |
| Tour Part-Dieu                   | 1977        | Mixte              | 165         | 42       | Lyon 3e              |
| Tour Légende                     | 2001        | Bureaux            | 165         | 41       | La Défense           |
| Cœur Défense                     | 2001        | Bureaux            | 162         | 40       | La Défense           |
| Tour Carpe Diem                  | 2013        | Bureaux            | 162         | 39       | La Défense           |
| Tribunal de Paris                | 2018        | Bureaux / Tribunal | 160         | 38       | Paris 17e            |
| Tour Alto                        | 2020        | Bureaux            | 160         | 38       | La Défense           |
| Tour Égée                        | 1999        | Bureaux            | 155         | 40       | La Défense           |
| Tour Adria                       | 2002        | Bureaux            | 155         | 41       | La Défense           |
| Tour Ariane                      | 1975        | Bureaux            | 152         | 36       | La Défense           |
| Tour CMA CGM                     | 2010        | Bureaux            | 145         | 34       | Marseille 2e         |
| Tour Bretagne                    | 1976        | Bureaux            | 144         | 32       | Nantes               |
| Tour Dexia                       | 2005        | Bureaux            | 143         | 36       | La Défense           |
| Hôtel Hyatt Regency Paris Étoile | 1974        | Hôtel              | 137         | 33       | Paris 17e            |
| Tour Défense 2000                | 1974        | Résidentiel        | 136         | 48       | La Défense           |
| La Marseillaise                  | 2018        | Bureaux            | 136         | 31       | Marseille 2e         |
| Tour Europlaza                   | 1972        | Bureaux            | 135         | 31       | La Défense           |
| Tour Aurore                      | 2023        | Bureaux            | 131         | 34       | La Défense           |
| Tour Eqho                        | 1988        | Bureaux            | 130         | 42       | La Défense           |
| Tour Silex 2                     | 2021        | Bureaux            | 129         | 23       | Lyon 3e              |
| Tour Pleyel                      | 1973        | Bureaux            | 129         | 36       | Saint-Denis          |
| Tour Les Poissons                | 1970        | Mixte              | 128         | 42       | La Défense           |
| Tour Michelet                    | 1985        | Bureaux            | 127         | 34       | La Défense           |
| Tour France                      | 1973        | Résidentiel        | 126         | 41       | Puteaux              |
| Tour La Villette                 | 1974        | Bureaux            | 125         | 36       | Aubervilliers        |
| Tour Prélude                     | 1979        | Résidentiel        | 123         | 39       | Paris 19e            |
| Tour Duo 2                       | 2021        | Bureaux / Hotel    | 122         | 27       | Paris 13e            |
| Tour Winterthur                  | 1974        | Bureaux            | 122         | 33       | La Défense           |
| Les Mercuriales - Tour Ponant    | 1975        | Bureaux            | 122         | 33       | Bagnolet             |
| Les Mercuriales - Tour Levant    | 1977        | Bureaux            | 122         | 33       | Bagnolet             |
| Tour Neptune                     | 1972        | Bureaux            | 117         | 28       | La Défense           |
| Tour de Lille                    | 1995        | Bureaux            | 117         | 20       | Lille                |
| Hôtel Pullman Paris Montparnasse | 1974        | Hôtel              | 116         | 31       | Paris 14e            |
| Tour Franklin                    | 1972        | Bureaux            | 115         | 33       | La Défense           |
| Tour Oxygène                     | 2010        | Mixte              | 115         | 28       | Lyon 3e              |
| Préfecture des Hauts-de-Seine    | 1974        | Administration     | 113         | 30       | Nanterre             |
| Tour Manhattan                   | 1975        | Bureaux            | 111         | 32       | La Défense           |
| Arche de la Défense              | 1989        | Bureaux            | 111         | 40       | La Défense           |
| Tour Perret                      | 1954        | Mixte              | 110         | 30       | Amiens               |
| Tour CGI                         | 1971        | Bureaux            | 110         | 32       | La Défense           |
| Résidence du Parc - Tour 4       | 1974        | Résidentiel        | 110         | 33       | Bagnolet             |
| Tour Lilleurope                  | 1995        | Bureaux            | 110         | 26       | Lille                |
| Tour Ève                         | 1974        | Mixte              | 109         | 37       | La Défense           |
| Tour Fugue                       | 1972        | Résidentiel        | 108         | 33       | Paris 19e            |
| Tour Super-Italie                | 1974        | Résidentiel        | 108         | 39       | Paris 13e            |
| Tour Opus 12                     | 1973        | Bureaux            | 106         | 32       | La Défense           |
| Tour Atlantique                  | 1970        | Bureaux            | 106         | 27       | La Défense           |
| l'Archipel                       | 2021        | Bureaux            | 106         | 24       | La Défense           |
| Tour Pointe Simon (Tour Lumina)  | 2012        | Bureaux            | 106         | 21       | Fort-de-France       |
| Tour Initiale                    | 1966        | Bureaux            | 105         | 30       | La Défense           |
| Tour Nuages 1                    | 1977        | Résidentiel        | 105         | 39       | Nanterre             |
| Tour Nuages 2                    | 1977        | Résidentiel        | 105         | 39       | Nanterre             |
| Tour Séquoia                     | 1990        | Bureaux            | 105         | 33       | La Défense           |
| Résidence Antoine et Cléopâtre   | 1974        | Résidentiel        | 104         | 38       | Paris 13e            |
| Tour Tokyo                       | 1976        | Résidentiel        | 104         | 36       | Paris 13e            |
| Tour Anvers                      | 1974        | Résidentiel        | 104         | 37       | Paris 13e            |
| Tour Athènes                     | 1974        | Résidentiel        | 104         | 37       | Paris 13e            |
| Tour Helsinki                    | 1974        | Résidentiel        | 104         | 37       | Paris 13e            |
| Tour Londres                     | 1974        | Résidentiel        | 104         | 37       | Paris 13e            |
| Tour Mexico                      | 1974        | Résidentiel        | 104         | 37       | Paris 13e            |
| Tour Sapporo                     | 1974        | Résidentiel        | 104         | 37       | Paris 13e            |
| Tour Cortina                     | 1974        | Résidentiel        | 104         | 35       | Paris 13e            |
| Tour Giralda                     | 1975        | Résidentiel        | 104         | 36       | Paris 20e            |
| Tour Gambetta                    | 1975        | Résidentiel        | 104         | 37       | La Défense           |
| Tour Cèdre                       | 1998        | Bureaux            | 103         | 26       | Courbevoie           |
| Tour Ancône                      | 1975        | Résidentiel        | 102         | 36       | Paris 13e            |
| Tour Bologne                     | 1975        | Résidentiel        | 102         | 36       | Paris 13e            |
| Tour Ferrare                     | 1975        | Résidentiel        | 102         | 35       | Paris 13e            |
| Tour Palerme                     | 1975        | Résidentiel        | 102         | 35       | Paris 13e            |
| Tour Ravenne                     | 1975        | Résidentiel        | 102         | 35       | Paris 13e            |
| Tour Cantate                     | 1970        | Résidentiel        | 101         | 31       | Paris 19e            |
| Tour Chéops                      | 1974        | Résidentiel        | 101         | 36       | Paris 13e            |
| Tour Mykérinos                   | 1974        | Résidentiel        | 101         | 35       | Paris 13e            |
| Tour Blanche                     | 1967        | Bureaux            | 100         | 27       | La Défense           |
| Tour de l'Europe                 | 1972        | Mixte              | 100         | 32       | Mulhouse             |
| Tour Vendôme / Citylights        | 1975 / 2016 | Bureaux            | 100         | 29       | Boulogne-Billancourt |
| Tour Les Terrasses Rodin         | 1979        | Résidentiel        | 100         | 31       | Issy-les-Moulineaux  |
| Tour Sequana                     | 2010        | Bureaux            | 100         | 24       | Issy-les-Moulineaux  |
| Pacific Plaza                    | 2018        | Bureaux, logements | 100         | 25       | Nouméa               |
| Le Grand Pavois                  | 1975        | Logements          | 100         | 35       | Marseille            |
| Tour Totem                       | 1979        | Logements          | 100         | 31       | Paris 15e            |
| Hôtel Novotel Paris Tour Eiffel  | 1976        | Logements          | 100         | 31       | Paris 15e            |
| Tour Les Horizons                | 1970        | Résidentiel        | 99          | 35       | Rennes               |
| Tour de l'Éperon                 | 1975        | Résidentiel        | 98          | 30       | Rennes               |
| Tour Panoramique                 | 1971        | Mixte              | 96          | 36       | Maxéville            |

### En construction
| Nom           | Utilisation        | Hauteur (m) | Localisation | Statut                          | Date de livraison prévue | Architecte            |
| ------------- | ------------------ | ----------- | ------------ | ------------------------------- | ------------------------ | --------------------- |
| The Link 1    | Bureaux            | 242         | La Défense   | En construction, Finitions      | 2025                     | Philippe Chiambaretta |
| Tour Triangle | Bureaux / Hôtel    | 180         | Paris        | En construction, Superstructure | 2026                     | Herzog et de Meuron   |
| The Link 2    | Bureaux            | 178         | La Défense   | En construction, Finitions      | 2025                     | Philippe Chiambaretta |
| Tour Hopen    | Bureaux            | 167         | La Défense   | En restructuration, Finitions   | 2024                     | Ateliers 2/3/4        |
| Tour Maestro  | Bureaux            | 116         | Saint-Denis  | En construction, Finitions      | 2024                     | 163 Ateliers          |
| M99           | Hotel et logements | 100         | Marseille 2e | En construction, Fondations     | 2028                     | Pietri Architectes    |

### En projet
| Nom                         | Utilisation                 | Hauteur (m) | Localisation      | Statut                                                                    | Date de livraison prévue | Architecte                                    |
| --------------------------- | --------------------------- | ----------- | ----------------- | ------------------------------------------------------------------------- | ------------------------ | --------------------------------------------- |
| Tour Sister 1               | Bureaux                     | 229         | La Défense        | Permis de construire délivré                                              | 2028                     | Christian de Portzamparc                      |
| Nouvelle Tour Montparnasse  | Mixte                       | 225         | Paris 15e         | Permis de construire délivré, début des travaux : date inconnue (02-2023) | 2029                     | Franklin Azzi, Chartier Dalix, Hardel-Lebihan |
| Tour de Charenton           | Hotel/Logements             | 220         | Charenton-le-Pont | Permis de construire délivré                                              | 2028                     | Skidmore, Owings and Merrill                  |
| Tour des Jardins de l'Arche | Bureaux                     | 206         | La Défense        | Permis de construire délivré                                              | 2028                     | 2/3/4 Architecture                            |
| Tours Odyssey - Bâtiment C  | Bureaux                     | 189         | La Défense        | Permis de construire délivré                                              | 2028                     | Studio Gang                                   |
| Tours Odyssey- Bâtiment O   | Bureaux - hôtel             | 176         | La Défense        | Permis de construire délivré                                              | 2028                     | Cro&Co Architecture                           |
| Tour Monge                  | Bureaux - hôtel - Belvédère | 170         | La Défense        | Projet retenu                                                             | 2031                     | 3XN & SRA                                     |
| Tour Occitanie              | Mixte                       | 155         | Toulouse          | Permis de construire délivré                                              | 2028                     | Daniel Libeskind                              |
| Tour Sister 2               | Hôtel                       | 131         | La Défense        | Permis de construire délivré                                              | 2028                     | Christian de Portzamparc                      |
| Tours Odyssey- Bâtiment D   | Bureaux - hôtel             | 103         | La Défense        | Permis de construire délivré                                              | 2028                     | CroMe Studio                                  |

## Agglomération parisienne

### Paris et La Défense

Panorama de nuit de La Défense.

- Voir Liste des plus hauts bâtiments d'Île-de-France
- Voir aussi La Défense
- Voir aussi Liste des bâtiments de la Défense

### Essonne

#### Brétigny-sur-Orge
- Tours du grand ensemble La Fontaine, 12 étages, 51 m
- Tour Victor Hugo, 10 étages, 48 m
- Tour des entrepôts Clause, 23 étages, 72 m (destruction en 1979 pour raison de fermeture des usines Clause de Brétigny-sur-Orge).

#### Grigny
- Immeuble Grigny 2 1967 18 étages 61 m.

#### Savigny-sur-Orge
- Bâtiment C de la Résidence du 21-25 Rue des Rossays 1970 12 étages 50,50 m.

#### Vigneux-sur-Seine
- Tours du grand ensemble de la Croix-Blanche 1963 24 étages chacune 60 m. Elles doivent être démolies dans le cadre d'un projet de rénovation urbaine mené par l'ANRU.

#### Viry-Châtillon
- Tour T12 de la Cité de la Cilof 1961 18 étages 52 m.

### Hauts-de-Seine

#### Asnières-sur-Seine
- Tour du 72 boulevard Pierre-de-Coubertin, 1970, 19 étages, 52 m
- Barre des Gentianes, 1967, 15 étages, 50 m. Démolie par vérinage en 2011.

#### Boulogne-Billancourt
- Tour Vendôme, 1975, 29 étages, 100 m
- Tour Amboise
- Tour Chenonceau
- Tour B1
- Tour B2
- Tour Horizon
- Tour G
- Tour TF1.

#### Châtillon
- Tour du 16-18 bis boulevard de la Liberté, 1965, 17 étages, 54 m.

#### Clichy
- Bâtiment de la résidence Le Clichy Pouchet 1969 16 étages 59,50 m.
- Tours des 15, 15 bis et 15 ter de la Rue Fournier 17 étages 54 m.
- Résidence Martre 1971 17 étages 54 m.
- Bâtiment Zeus de la Résidence de l'Olympe 1975 16 étages 51 m.
- Hôpital Beaujon 1935 12 étages 50 m.

#### Colombes
- Tour Z 29 étages 87 m.

#### Courbevoie(en dehors deLa Défense)
- Tour Les Poissons 1970 42 étages 127,86 m.
- Tour Fiducial (projet abandonné) 38 étages 126,60 m.
- Tour Cèdre (également connue sous les noms de Tour Cegetel et de Tour T4) 1998 25 étages 103 m.
- Bâtiment B de la Résidence Montjoie 1975 18 étages 61 m.
- Tour du 11 quai du Président-Paul-Doumer 1975 18 étages 60 m.
- Résidence Le Mermoz 1980 18 étages 60 m.
- Résidence Les Gémeaux 19 étages 60 m.
- Tour de Bécon (également connue sous les noms de Mairie de quartier Bécon et de Marché couvert Villebois-Mareuil) 1975 19 étages 60 m.
- Tour du 12-16 Avenue Dubonnet 1980 17 étages 58,50 m.
- Tour du 7 Rue Baudin 18 étages 57 m.
- Tour Ex-Libris 1975 16 étages 55 m.
- Tour Marchand (ancien siège social de Colgate-Palmolive France) 1988 13 étages 55 m.
- Tour du 44 rue de l'Alma 17 étages 54 m.
- Immeuble du 9-13 rue Victor-Hugo 16 étages 54 m.
- Immeuble Le Paul Doumer 1978 14 étages 52,50 m.
- Tour Canon 1965 14 étages 52,50 m.
- Immeuble du 8-12 Rue de l'Abreuvoir 1975 15 étages  52 m.
- Bâtiment B de la Résidence Pierre de Ronsard 2005 15 étages  52 m.
- Tour du 15 rue Victor-Hugo 1975 16 étages 51 m.
- Tour du 21 rue Victor-Hugo 1975 15 étages 51 m.
- Tour du 46 rue de l'Alma 16 étages 51 m.
- Résidence La Chancellerie 16 étages 51 m.
- Résidence Modigliani (aussi appelée Tour Modigliani architecte: Marc Rolinet) 1997 16 étages 51 m.
- Tour Audran 1970 15 étages 50,50 m.
- Tour Louis Blanc 1970 15 étages 50,50 m.

#### La Garenne-Colombes
- Tour Nova 1973 16 étages 57,47 m.

#### Gennevilliers
- Tour de la Mairie 18 étages 60 m.

#### Issy-les-Moulineaux
- Tour Mozart (également connue sous le nom de Tour Sequana, siège social de Bouygues Telecom 2010 100 m.
- Tour Les Terrasses Rodin (également connue sous le nom de Tour Les Épinettes) 1979 30 étages 92 m.

#### Levallois-Perret
- Tour SoOuest (également connue sous le nom de Tour Courcellor II) 1976 23 étages 85 m.
- Tour du 26 Rue d'Alsace 1970 19 étages 62,50 m.
- Tour du 16-18 rue Jules-Guesde de la Résidence Lorraine 1970 18 étages  60,50 m.
- Tour du 10 Rue Arthur-Ladwig 1970 18 étages  60 m.
- Tour du 2 Rue Arthur-Ladwig 1970 18 étages  60 m.
- Tour du 2-4 rue Jules-Guesde, 1970 18 étages 59,50 m.
- Tour du 13-15 Rue d'Alsace 18 étages 57 m.
- Tour du 2 Rue Pablo-Neruda 18 étages 57 m.
- Tour du 9 Rue d'Alsace 18 étages 57 m.
- Tour du 23 Rue d'Alsace de la Résidence Lorraine 1970 15 étages 51,50 m.
- Tour du 27 Rue d'Alsace de la Résidence Lorraine 1970 15 étages 51,50 m.
- Tour du 16-18 Rue d'Alsace 1975 16 étages 51 m.
- Tour du 17-19 Rue de Lorraine 1965  15 étages 50,50 m.

#### Nanterre(en dehors deLa Défense)
- Tour de la Préfecture des Hauts-de-Seine 1974 29 étages 113 m.
- Tours 1 et 2 des Tours Nuages 1977 38 étages chacune 105 m.
- Résidence Le Liberté 1974 22 étages 69 m.
- Tour A de l'Hôtel de Ville 1970 18 étages 65 m.
- Tours 3 à 10 des Tours Nuages 1977 19 étages chacune 63 m.
- Bâtiments 1 à 8 de la Résidence Le Champ aux Melles 1969 18 étages chacun 57 m.
- Bibliothèque universitaire de l'Université Paris Ouest Nanterre La Défense 1969 18 étages  57 m.
- Bâtiments B à E de la Caserne Rathelot 1972 15 étages chacun 54,50 m.

#### Puteaux(en dehors deLa Défense)
- Tour Vista (anciennement connue sous le nom de Tour Horizon) 1973 22 étages 77 m.
- Tour Arago Défense 1961 21 étages 77 m.
- Tour du Quai 33 (aussi connue sous le nom de Tour Anjou) 1972 21 étages 71 m.
- Tour Kupka A (aussi connue sous le nom de Tour Facto) 1992 18 étages 70 m.
- Tour Emeraude (aussi connue sous le nom de Résidence Bellerive II) 1970 22 étages 69 m.
- Tour Bolloré 1972 17 étages 63 m.
- Bâtiment H1-H2 de la Résidence Bellerive III (aussi connu sous le nom de Les Nouveaux Temps) 1970 18 étages 59 m.
- Bâtiments 1,2,3 et 4 de la Résidence des Rosiers 1975 17 étages chacun 56,50 m.
- Bâtiment I de la Résidence Bellerive III 1970 17 étages 56 m.
- Résidence Bellini Défense 1957 16 étages 56 m.
- Résidence Étudiante Rose de Cherbourg (projet) 2018 55 m.
- Bâtiment 8 de la Résidence Lorilleux 1960 16 étages 54,50 m.
- Bâtiment B1-B2 de la Résidence Bellerive I 1970  16 étages  53 m.
- Tour Chante-Coq 1975 14 étages 53 m.
- Tour Kupka B 1992 13 étages 53 m.
- Résidence Offenbach 1980 15 étages 52 m.
- Tour Métropole (anciennement connue sous les noms de Tour Uta et de Tour BNP Paribas) 1972 14 étages 52 m.
- Tours France II et France III 1973 16 étages 51 m.
- Tour Norma 1968 16 étages 51 m.
- Groupe scolaire Marius Jacotot 1938 5 étages 50,50 m.
- Bâtiments 1 et 2 de la Résidence des Fontaines 1970 15 étages  50,50 m.
- Bâtiments 3 et 4 de la Résidence Lorilleux 1960 15 étages  50,50 m.
- Tour de la Résidence Moissan 1970 15 étages  50,50 m.
- Tour de la Résidence Louis Pouey 1972 16 étages 50 m.
- Tour Confaca 1970 13 étages 50 m.

#### Rueil-Malmaison
- Tours Albert Ier 1989 15 étages chacune 63 m.

#### Suresnes
- Tours de la Cité Unie du 16 rue Merlin-de-Thionville, 12 étages 50 m.

#### Vanves
- Immeuble Les Horizons de Paris 1975 15 étages 51,50 m.
- Tour du 40 Avenue Pasteur 1970 15 étages 50,50 m.

#### Villeneuve-la-Garenne
- Tour du 31 Avenue Jean Moulin de la Résidence de Villeneuve 1963 16 étages 51 m.

### Seine-et-Marne

#### Chessy
- Tour de la Terreur (Disneyland Paris), 2008, 13 étages, 56 m.

#### Dammarie-les-Lys
- Tour du Lys 1973 20 étages 63 m.

#### Meaux
- Tours Genêt, Hortensia et Iris de la Cité de La Pierre Collinet (également connues sous les noms respectifs de Tour G, Tour H et Tour I) 1965 23 étages chacune 73,50 m. Démolies par foudroyage le 26 juin 2011
- Ensemble d'habitation La Ville Radieuse (aussi connu sous le nom de la ZUP de Beauval) 1954 70 m. Ce projet a été annulé en 1957
- Tour Aquitaine du Grand Ensemble de Beauval 1969 17 étages  57,70 m. Démolition prévue en 2027
- Tour Anjou du Grand Ensemble de Beauval 1969 17 étages  57,70 m. Démolie par foudroyage le 7 mars 2021 juste après la Tour Alsace.
- Tour Argonne du Grand Ensemble de Beauval 1969 17 étages  57,70 m. Démolition prévue en 2027
- Tour Alsace du Grand Ensemble de Beauval 1969 17 étages  57,70 m.Démolie par foudroyage le 7 mars 2021 juste avant la Tour Anjou.
- Tour Artois du Grand Ensemble de Beauval 1970 17 étages  57,70 m. Démolie par foudroyage le 22 novembre 2015 en même temps que la Tour Auvergne.
- Tour Albret du Grand Ensemble de Beauval 1969 17 étages  57,70 m.Démolition par foudroyage le 19 septembre 2019.
- Tour Auvergne du Grand Ensemble de Beauval 1970 17 étages  57,70 m. Démolie par foudroyage le 22 novembre 2015 en même temps que la Tour Artois.
- Tour Chambord du Grand Ensemble de Beauval 1969 17 étages  57,70 m.Démolie par foudroyage le 15 décembre 2024 en même temps que la Tour Camargue
- Tour Camargue du Grand Ensemble de Beauval 1969 17 étages  57,70 m.Démolie par foudroyage le 15 décembre 2024 en même temps que la Tour Chambord
- Tours 5, 8 et 12 de la résidence Buffon du Grand Ensemble de Beauval 1970 16 étages chacune54,30 m.
- Barres Acacia, Bleuet, Capucine, Dahlia, Églantine et Fougère de la Cité de La Pierre Collinet (également connues sous les noms respectifs de Barre A, Barre B, Barre C, Barre D, Barre E et Barre F)  1965 16 étages chacune 51 m. Démolies par implosion entre 1991 et 2008.

#### Le Mée-sur-Seine
- Résidence Plein Ciel 1968 19 étages 61 m.
- Les Sorbiers.
- La Croix-Blanche.

#### Melun
- Tour du 58 Boulevard de l'Amont 1976 19 étages 60 m.
- Tour du 60 Boulevard de l'Amont 1980 19 étages 60 m.
- Tour du Square Alphonse Lamartine 1975 18 étages 57 m.
- Tour de la Cité Administrative de Melun 1963 15 étages 56 m.
- Tour du 13 Rue Robert Schuman 1975 17 étages 54 m.
- Tour du 17 Rue Jean Moulin 1975 17 étages 54 m.
- Tour du 3 Rue du Bellay 1975 17 étages 54 m.
- Tour du 5 Rue du Bellay 1975 17 étages 54 m.

#### Thorigny-sur-Marne
- Tour du 10 Rue du Moustier 1975 16 étages 51 m.
- Tour du 2-4 Allée du Parc 1975 16 étages 51 m.
- Tour du 4-6 Allée du Parc 1975 16 étages 51 m.
- Tour du 6-8 Allée du Parc 1975 16 étages 51 m.

#### Montereau-Fault-Yonne
- Tour Jean Bouin, 1966, 23 étages, 78m.
- Tour Molière, 1966, 23 étages, 78m.
- Tour des Grès, 1965, 19 étages, 65m.
- Tour Guy Lagrive, 1971, 11 étages, 37m.
- Tour Lavoisier A, 1970, 16 étages, 54m. Démolition en 2006.
- Tour Lavoisier B, 1970, 16 étages, 54m. Démolition en 2006.
- Tour Lavoisier C, 1970, 16 étages, 54m. Démolition en 2006.
- Tour Lavoisier D, 1970, 16 étages, 54m. Démolition en 2006.
- Tour Voltaire 1, 1972, 14 étages, 47m. Démolition en 2011.
- Tour Voltaire 2, 1972, 14 étages, 47m. Démolition en 2011.
- Tour Voltaire 3, 1972, 14 étages, 47m. Démolition en 2011.
- Tour d'Alembert 1, 1972, 14 étages, 47m. Démolition en 2011.
- Tour d'Alembert 2, 1972, 14 étages, 47m. Démolition en 2011.

### Seine-Saint-Denis

#### Aubervilliers
- Tour Olympe (ex-Daewoo, ex-Pariphérique ou Tour La Villette), 1974, 35 étages, 125 m.
- Immeuble du 62-66 avenue de la République, 1970, 21 étages, 65 m.
- Tour du 21 rue des Cités, 1975, 20 étages, 63 m.
- Tour H5 de la Cité Vallès-La Frette, 1960, 19 étages, 60 m.
- Tour du 16 rue Henri-Barbusse, 1975, 18 étages, 57 m.
- Tour de la place du 19 mars 1962, 1975, 18 étages, 57 m.
- Tour du 20 rue des Cités, 1975, 17 étages, 54 m.
- Tour A de la Cité Vallès-La Frette 1960, 17 étages, 54 m.
- Tour B de la Cité Vallès-La Frette 1960, 17 étages, 54 m.
- Tour H13 de la Cité Vallès-La Frette 1960, 17 étages, 54 m.
- Tour H14 de la Cité Vallès-La Frette 1960, 17 étages, 54 m.
- Tour H15 de la Cité Vallès-La Frette 1960, 17 étages, 54 m.
- Tour H4 de la Cité Vallès-La Frette 1960, 17 étages, 54 m.
- Tour H8 de la Cité Vallès-La Frette 1960, 17 étages, 54 m.
- Tour du 2 rue de l'Union, 1975, 16 étages, 51 m.
- Tour du 4 rue de l'Union, 1975, 16 étages, 51 m.
- Tour du 42 boulevard de la Commanderie, 1975, 16 étages, 51 m.

#### Aulnay-sous-Bois
- Tour allée des Ajoncs, 1968, 18 étages, 57 m.

#### Bagnolet
- Tour Ponant, 1975, 34 étages, 165/122 m.
- Tour Levant, 1977, 34 étages, 150/122 m.
- Tour 4 de la Résidence du Parc de la Noue, 1974, 32 étages, 96 m.
- Tour Eastview, (avant 2009 : Tour Galliéni ou Tour Qualis), 1975 23 étages, 78 m.
- Tour du 4 rue de la Capsulerie, 1975 21 étages, 70 m.
- Tour du 7 rue de la Capsulerie, 1975 21 étages,70 m.
- Tour du 9 rue de la Capsulerie, 1975 21 étages, 70 m.
- Tour B du passage Coquet, 1975, 21 étages, 70 m.
- Tour Gallieni II, 1975, 21 étages, 70 m.
- Tour du 1 rue de la Capsulerie, 1975, 20 étages, 65 m.
- Tour du 2 rue de la Capsulerie, 1975, 20 étages, 65 m.
- Tour du 3 rue de la Capsulerie, 1975, 20 étages, 65 m.
- Tour du 11 rue Sesto Fiorentino, 1975, 19 étages, 60 m.
- Tour du 3 rue Sesto Fiorentino, 1975, 19 étages, 60 m.
- Tour du 7 rue Sesto Fiorentino, 1975, 19 étages, 60 m.
- Hôtel Novotel Paris Est, 1973, 18 étages, 60 m.
- Tour du 14 rue de la Noue (Résidence du Parc de la Noue), 1980, 17 étages, 60 m.
- Tour du 13 rue Charles-Delescluze (Résidence du Parc de la Noue), 1980, 16 étages, 58 m.
- Tour du 5 rue Robespierre, 1970, 18 étages 55 m.
- Tour du 7 rue Robespierre, 1975, 18 étages 55 m.
- Tour du 9 rue Robespierre, 1975, 18 étages 55 m.
- Tour A1 de la Résidence Les Maréchaux, 1980, 17 étages, 55 m.
- Tour A du passage Coquet, 1975, 15 étages, 55 m.
- Tour du 2 rue de l'Épine prolongée (Résidence du Parc de la Noue), 1980, 14 étages, 55 m.
- Tour A2 de la Résidence Les Maréchaux, 1980, 16 étages, 50 m.

#### Le Blanc-Mesnil
- Tour Maurice Audin (Cité des Tilleuls), 1966, 16 étages, 51 m.

#### Bobigny
- Tour du 10 avenue du Président-Salvador-Allende, 1975, 24 étages, 75 m.
- Tour du 12 avenue du Président-Salvador-Allende, 1975, 24 étages, 75 m.
- Tour du 14 avenue du Président-Salvador-Allende, 1975, 22 étages, 69 m.
- Tour du 2 avenue Youri-Gagarine, 1980, 22 étages, 69 m.
- Tour du 2 rue du Chemin-Vert 1975, 22 étages, 69 m.
- Tour du 4 rue du Chemin-Vert 1975, 22 étages, 69 m.
- Tour de l'Illustration, 1933, 10 étages, 64 m.
- Tour du 4 avenue Pierre-Semard, 1975, 20 étages, 63 m.
- Tour du 5 avenue Paul-Éluard, 1975, 20 étages, 63 m.
- Tour du 5 rue du Chemin-Vert, 1970, 20 étages, 63 m.
- Tour du 6 avenue Pierre-Semard, 1975, 20 étages, 63 m.
- Tour du 6 rue du Chemin-Vert, 1975, 20 étages, 63 m.
- Tour du 6 rue Hector-Berlioz, 1980, 20 étages, 63 m.
- Tour du 7 rue du Chemin-Vert, 1975, 20 étages, 63 m.
- Tour du 8 avenue Youri-Gagarine, 1980, 20 étages, 63 m.
- Tour du 8 rue du Chemin-Vert, 1975, 20 étages, 63 m.
- Tour du 1 avenue Paul-Éluard, 1975, 18 étages, 57 m.
- Tour du 1 avenue Pierre-Semard, 1975, 18 étages, 57 m.
- Tour du 2 avenue Pierre-Semard, 1975, 18 étages, 57 m.
- Tour du 2 rue Hector-Berlioz, 1980, 18 étages, 57 m.
- Tour du 3 avenue Paul-Éluard, 1975, 18 étages, 57 m.
- Tour du 3 avenue Pierre-Semard, 1975, 18 étages, 57 m.
- Tour du 4 avenue Paul-Éluard, 1975, 18 étages, 57 m.
- Tour du 4 avenue Youri-Gagarine, 1980, 20 étages, 63 m.
- Tour du 4 rue Alcide-Vellard, 1975, 18 étages, 57 m.
- Tour du 6 avenue Paul-Éluard, 1975, 18 étages, 57 m.
- Tour du 6 rue Alcide-Vellard, 1975, 18 étages, 57 m.
- Tour du 16 rue Hector Berlioz, 1980, 16 étages, 51 m.
- Tour du 6 avenue Youri-Gagarine, 1980, 16 étages, 51 m.
- Tour de la Cité de l'Étoile, 1956, 16 étages, 51 m..

#### Bondy
- Tour Blanqui, 1958, 18 étages, 57 m.
- Tour Sévigné, 1965, 16 étages, 51 m.

#### Clichy-sous-Bois
- Bâtiment 1 de la Résidence La Forestière 1975 18 étages 57 m. Démoli par grignotage fin 2013
- Tours de la Résidence Les Bois du Temple 1972 17 étages 54 m.
- Tour de la Résidence Le Vieux Moulin 1970 17 étages 54 m.
- Bâtiment 2 de la Résidence Anatole France 1970 17 étages 54 m. Démoli par grignotage en 2010
- Tour Victor Hugo 1969 16 étages 51 m.

#### La Courneuve
- Tour du 23 avenue du Général-Leclerc (Cité des Quatre Mille) 1963 26 étages 86 m.
- Tour Place de l'Armistice 1982 21 étages 68 m.
- Barre Balzac (Cité des Quatre Mille) 1963 15 étages 53 m. Démolie par grignotage en juillet et août 2011
- Barre Debussy (Cité des Quatre Mille) 1963 15 étages 53 m. Démolie par implosion le 18 février 1986
- Barre du Mail-de-Fontenay (Cité des Quatre Mille) 1963 15 étages 53 m.
- Barre Presov (Cité des Quatre Mille) 1963 15 étages 53 m. Démolie par implosion le 23 juin 2004 juste avant la Barre Ravel.
- Barre Ravel (Cité des Quatre Mille) 1963 15 étages 53 m. Démolie par implosion le 23 juin 2004 juste après la Barre Presov
- Barre Petit Debussy (Cité des Quatre Mille) 1964 15 étages 53 m. Démolie entre 2016 et 2017.
- Barre Renoir (Cité des Quatre Mille)  1963 15 étages. Démolie par implosion le 8 juin 2000.

#### Drancy
- Tour Chevalier-de-la-Barre ou Tour T6 (Cité Jules Auffret) 1977 20 étages 63 m.
- Tour du 1 Rue des Bois-de-Groslay ou Tour T7 (Cité Jules Auffret) 1973 20 étages 63 m.
- Tour du 3 Rue des Bois-de-Groslay ou Tour T8 (Cité Jules Auffret) 1973 20 étages 63 m.
- Tour du 5 Rue des Bois-de-Groslay ou Tour T9(Cité Jules Auffret) 1972 20 étages 63 m.
- Tour Pablo Neruda 1972 19 étages 56 m.
- Tour Salvador Allende 1971 19 étages 56 m.
- Tour E de la Cité Gaston Roulaud 1962 17 étages 54 m.
- Tour Fernand Pena 1970 17 étages 54 m.

#### Épinay-sur-Seine
- Tour Obélisque 1973 30 étages 94 m.
- Tour 4K 1965 19 étages 60 m.
- Tour 8L 1965 19 étages 60 m.
- Tour du 1 Rue de la Justice 1965 19 étages 57 m.
- Tour du 3 Rue de la Justice 1965 19 étages 57 m.
- Tour du 3 Rue Lacepède 18 étages 57 m.
- Tour Quétigny I 1965 18 étages 57 m.
- Tour Quétigny II 1965 18 étages 57 m.
- Tour Quetigny III 1965 18 étages 57 m.
- Tour D de la cité La Source 1968 18 étages 54 m.
- Tour H de la cité La Source 1968 18 étages 54 m.
- Tour L de la cité La Source 1968 18 étages 54 m.
- Tours de la cité Le Clos des Sansonnets 1970 18 étages 53,50 m.
- Barre du 1-3 Avenue Jarrow 16 étages 51 m.
- Tour du 16 Rue de Marseille 16 étages 51 m.
- Tour du 8 Rue d'Agen 1975 16 étages 51 m.

#### Gagny
- Tour du 1 Rue José Giner (Cité Jean Bouin) 1975 19 étages 78 m.

#### Montreuil
- Tour Cityscope 1980 26 étages 94 m.
- Tour Altaïs Evolution 1973 27 étages 87,30 m.
- La Grande Porte (centre commercial) 1991 19 étages 60 m.
- Cité de l'Espoir 1980 17 étages 60 m.
- Tour du 2 Rue des Ormes 1980 18 étages 57 m.
- Tour du 2 Rue Maurice-Bouchor 1975 18 étages 57 m.
- Tour du 2 Avenue du Président-Salvador-Allende 1980 16 étages 51 m.
- Tour du 2 Rue du Quartier de la Noue 1980 16 étages 51 m.
- Tour du 2 Rue du Square Lénine 1975 16 étages 51 m.
- Tour du 4 Avenue du Président-Salvador-Allende 1980 16 étages 51 m.
- Tour du 4 Rue du Square Lénine 1975 16 étages 51 m.
- Tour du 44 Rue Édouard Vaillant 1970 16 étages 51 m.
- Tour du 5 Rue du Square Lénine 1970 16 étages 51 m.
- Immeuble du 96-100 rue de Paris 1970 16 étages 51 m.
- Tour du 11 Avenue de la Résistance 1975 15 étages 50 m.
- Tour du 9 Avenue de la Résistance 1975 15 étages 50 m.

#### Noisy-le-Sec
- Tours de la Cité du Londeau 1975 25 étages chacune 80 m.
- Tours de l'Allée Mansart 1975 18 étages chacune 57 m.

#### Pantin
- Tour Essor : 1973 24 étages 80 m.
- Immeuble du 140 Avenue Jean-Jaurès 1965 18 étages 57 m.
- Immeuble de l'Îlot 27 1970 17 étages 57 m.
- Immeuble du 2 Rue Scandicci 1976 17 étages 54 m.
- Tour du 28 rue Méhul 1955 16 étages 51 m.
- Tours des 29 à 37 Quai de l'Ourcq 1975 16 étages 51 m.

#### Les Pavillons-sous-Bois
- Tour du 9 Avenue du Général Leclerc 1973 19 étages 60 m.
- Tour du 90 avenue-Aristide Briand 1975 18 étages 57 m.

#### Le Pré-Saint-Gervais
- Tour 2 de la Résidence Les Marronniers 1985 19 étages 65 m.
- Résidence Babylone 1980 16 étages 51 m.
- Tour de la Résidence Gabriel Péri 1985 16 étages 51 m.

#### L'Île-Saint-Denis
- Tour du 16 Rue Marcel-Cachin 16 étages 54,30 m,
- Tours des 7, 9 et 11 boulevard Marcel-Paul, 16 étages chacune 54,30 m[5].

#### Les Lilas
- Tours 1 à 5 de la Cité des Sentes 1971-72 18 étages 57 m.
- Tour du 80 Rue de l'Égalité 1970 18 étages 57 m.
- Tour du 70 Rue de l'Égalité 1970 18 étages 54 m.
- Tours 1 à 5 de la Résidence de l'Avenir 1967-1969 17 étages 54 m.
- Tours 6 à 8 de la Résidence de l'Avenir 1970-1971 16 étages 51 m.
- Tour du 47-51 Boulevard Eugène-Decros 1970 16 étages 51 m.
- Immeuble Les Bruyères 16 étages 51 m.

#### Neuilly-sur-Marne
- Tour NA2 de la Cité des Fauvettes (également connue sous le nom de Tour du Berry) 1972 17 étages 57,70 m. Devrait être promise à la démolition dans le cadre du PRU des Fauvettes.
- Tour Meaux de la Cité des Fauvettes 1972 17 étages 57,70 m.
- Tour NA5 de la Cité des Fauvettes (également connue sous le nom de Tour Versailles) 1971 17 étages 57,70 m. Démolie en 2016-17 dans le cadre du PRU des Fauvettes.
- Tour NA6 de la Cité des Fauvettes (également connue sous les noms de Tour Melun et de Tour du 80 Avenue du 8 mai 1945) 1971 17 étages 57,70 m.
- Tour du 2-4 Esplanade de Fontainebleau de la Cité des Fauvettes (également connue sous le nom de Tour Fontainebleau) 1972 17 étages 57,70 m.
- Tour NB3 de la Cité des Fauvettes (également connue sous le nom de Tour du Touquet) 1971 16 étages 54,30 m. Démolie en 2014 dans le cadre du PRU des Fauvettes.

#### Noisy-le-Grand
- Résidence Les Arènes de Picasso 1984 18 étages 65 m.
- Résidence Les Espaces d'Abraxas 1983 18 étages 59 m.
- Immeuble Les Cascades 2 1985 18 étages 57 m.
- Immeuble du 22-24 Allée du Clos du Gagneur 1980 16 étages 51 m.
- Immeuble Les Cascades 1 1985 16 étages 51 m.

#### Romainville
- Tours de la Cité Gagarine 1965 18 étages chacune 60 m.

#### Rosny-sous-Bois
- Tours de la cité de La Boissière 1965-1980 18 étages chacune 65 m.
- Tour du 4, rue du 4e-Zouaves 1980 16 étages 60 m.
- Tour Rosny 2 1980 14 étages 52,50 m.
- Immeuble du 60 Rue de la Dhuys 1970 16 étages 51 m.
- Tours du GIGN du Fort de Rosny 1980 16 étages 51 m.

#### Saint-Denis
- Tour Pleyel 1972 37 étages 143/129 m.
- Tours du 13-17 Rue Gaston Dourdain 1975 18 étages 63 m.
- Tour de l'Allée Guernica 1975 18 étages 60 m.
- Cité Jacques Duclos 1975 18 étages 60 m.
- Résidence de l'Ermitage 1970 18 étages 60 m.
- Immeuble du 139-141 Rue Gabriel-Péri 1975 15 étages 57 m.
- Tours des cités de La Courtille, de La Saussaie et de Floréal 1964-1971 17 étages 54 m. Deux d'entre elles ont été démolies en 2000-2001.
- Bâtiment 5 de la Cité des Francs-Moisins 1974 17 étages  54 m.
- Cité Gaston Dourdin 1970 15 étages 5 m.

#### Saint-Ouen-sur-Seine
- Bâtiment A du Groupe Dhalenne 1967 18 étages 61 m.
- Tour du 10 Passage des Boute-en-Train (également connue sous le nom de Tour Pirelli en raison du panneau publicitaire présent sur le toit) 1964 18 étages 55 m.
- Tour du 12 Rue des Boute-en-Train (également connue sous le nom de Tour Kia Motors en raison du panneau publicitaire ornant le toit) 1964 18 étages 55 m.
- Bâtiments 3 et 4 de la Cité Allende 17 étages 57,50 m.
- Bâtiments 2 et 5 du Groupe Soubise Saint-Denis 1974 16 étages chacun 54 m.

#### Stains
- Quartier Clos Saint-Lazare.
- Cité André Lurcat 2 tours de 12 étages.
- Cité Salvador-Allende 4 tours.
- Cité Renelle 7 tours de 10 étages.

#### Tremblay-en-France
- Tours du 22 et 24 avenue de la Paix. Le bâtiment 22 fait 13 étages et le 24 fait 15 étages
- Tour du 2 place de la Paix qui fait 15 étages et qui a été deconstruite
- Tour du 9 et du 11 rue Yves-Farge le 9 fait 15 étages et le 11 fait 13 étages et a été deconstruite
- Tour du 3 et du 5 Boulevard de l'Hôtel-de-Ville ; celle du no 3 s'élève ô 15 étages et a été deconstruite. Le no 5 fait 13 étages
- Tours du 3,1,5 Allée Claude-Chastillon, le 29 et 31 avenue de la Paix et le 6 et le 7(je ne suis pas sur des numéros) place de la Paix qui font toutes 10 étages.

#### Villemomble
- Tour du 20 Rue des Trois Frères 1975 18 étages 57 m.
- Tours du 1 Rue de la Procession, du 16 Rue Marc Vieville du 26 Rue des Trois Frères de la Cité de la Mairie (Villemomble) 1970 16 étages chacune 51 m.

#### Villepinte
- Tours du quartier Les 4 Tours 1970
- Tour de Pasteur 13 étages
- Tour du parc de la Noue 15 étages
- Tours des Merisiers 7 étages (pas sur des étages)
- Tour(s) de la Fontaine-Mallet

#### Sevran
- Tour du 1 Allée Jacques Cartier (Les Beaudottes) 1973 18 étages 57 m. Démolie en même temps que sa voisine entre décembre 2023 et mars 2024
- Tour du 2 Allée Jacques Cartier (Les Beaudottes) 1973 18 étages 57 m. Démolie en même temps que sa voisine entre décembre 2023 et mars 2024.
- Tour du 1 Allée La Pérouse (Les Beaudottes) 1973 18 étages 57 m. Démolie en 2014
- Tours Alice et Béatrice de la cité Rougemont 1970 18 étages chacune 54 m.
- Trois tours de la résidence La Belle Aurore 1975 de 17 étages chacune 51 m. La Tour du 2 allée Jan Palach a été démolie entre juillet et décembre 2016. Celle du 2 impasse Ronsard a subi le même sort entre juillet 2024 et mars 2025. La démolition de la tour du 4 allée Jan Palach devrait avoir lieu courant 2025.

### Val-de-Marne

#### Alfortville
- Tour du 1 rue des Alouettes, 1975, 19 étages, 60 m
- Tour du 1 rue Jules-Guesde, 1975, 19 étages, 60 m
- Tour du 2 rue Micolon, 1975, 19 étages, 60 m
- Tour du 3 rue des Alouettes, 1975, 19 étages, 60 m
- Tour du 3 rue Jules-Guesde, 1975, 19 étages, 60 m
- Tour du 5 rue des Alouettes, 1975, 19 étages, 60 m
- Tour du 7 rue des Alouettes, 1975, 19 étages, 60 m.
- Groupe Quartier Sud Alouettes Grand Ensemble : tours de 16 étages. Démolies par foudroyage le 27 octobre 2024,
- Micolon : tours de 17 étages

#### Arcueil
- Bâtiments A et B de la Résidence Lénine, 1965, 17 étages chacun, 56 m
- Immeuble de la Résidence Émile Zola, 1979, 15 étages, 52 m.

#### Bagneux
- Bâtiment C de la cité du 1-5 allée des Bas-Coquarts, 1970, 17 étages, 56,50 m.

#### Bonneuil-sur-Marne
- Tours 1, 3 et 5 de la Cité Blanche, 1965 et 1970, 17 étages chacune, 54 m
- Tours 1 et 2 de la Cité Fabien, 1965  17 étages chacune, 54 m
- La Barre Fleming, 15 étages 50,90 m
- Tour 13 étages, 44,10 m, 7 avenue d'Oradour-sur-Glane, tour 18 étages, 61,10 m, 8 av de la République
- Tour 18 étages, 61,10 m, 5 avenue d'Oradour-sur-Glane
- Tour 13 étages, 44,10 m, 5 avenue d'Oradour-sur-Glane
- 18 étages, 61,10 m, 1 avenue d'Oradour-sur-Glane
- Barre Clavizis, 15 étages, 50,90 m, Cité Saint-Exupéry, 1-7 Rue des Clavizis
- 18 étages, 61,90 m, 1 Place Jean-Jaurès
- 18 étages, 61,90 m, 2 Place Jean-Jaurès.

#### Cachan
- Tour du 2 square Lamartine de la Cité Jardins, 1963, 20 étages, 65,50 m
- Tour du 44 allée Eugène Belgrand, 1969, 15 étages, 57,50 m.

#### Champigny-sur-Marne
- Tour Rodin, 1969, 30 étages, 90 m
- Tours des Boullereaux, 1975, 13 étages chacune, 63 m
- Tours Boileau 1970, 16 étages chacune, 53,50 m
- Tours des Mordacs, 1970, 15 étages chacune, 53,50 m.

#### Charenton-le-Pont
- Tour du 33-35 quai des Carrières, 1975, 23 étages chacune, 78,50 m
- Tour Le Port aux Lions, 1970, 20 étages 64,50 m
- Tour du 30 quai des Carrières, 1965, 18 étages, 63 m
- Tour du 10 rue Paul-Éluard, 1970, 17 étages, 59 m
- Tour du 1 rue de l'Arcade, 1975, 18 étages, 57 m
- Tour du 36-38 quai des Carrières, 1975, 17 étages, 56 m
- Tour du 14 rue Victor-Hugo, 1985, 16 étages, 53,50 m.

#### Choisy-le-Roi
- Dalle sud :
  - Tour de l'église : 26 étages 1965 85 m
  - Tour de la Seine : 23 étages 1965 72 m
  - Tour du parc : 19 étages 1965 64 m
  - Rouget de l'Isle : 18 étages 1965 56 m
- Dalle nord :
  - Tours Jaurès / Carnot : 18 étages 56 m
  - Tour Picasso : 18 étages 56 m
  - Tours Barbusse / Clemenceau : 17 étages 54 m
  - Les rives de Seine : 18 étages 1975 54 m
  - Résidence Gabriel : 14 étages.

#### Créteil
- Tour de l'Hôtel de Ville 1980 20 étages 75 m.
- Tour du 1 Place Jean Giraudoux 1978 22 étages 69 m.
- Tour du 1 Rue Charles Gounod 1978 22 étages 69 m.
- Tour du 2 Place Jean Giraudoux 1978 22 étages 69 m.
- Tour du 2 Rue Charles Gounod 1978 22 étages 69 m.
- Tour du 3 Place Jean Giraudoux 1978 22 étages 69 m.
- Tour du 3 Rue Charles Gounod 1978 22 étages 69 m.
- Palais de Justice de Créteil 1978 18 étages 66,50 m.
- Tour du 23 Boulevard Pablo Picasso 1980 20 étages 63 m.
- Tour 1 de la cité Croix des Mèches 1975 19 étages 60 m.
- Tour 2 de la cité Croix des Mèches 1975 19 étages 60 m.
- Tour 3 de la cité Croix des Mèches 1975 19 étages 60 m.
- Tour 4 de la cité Croix des Mèches 1975 19 étages 60 m.
- Tour 5 de la cité Croix des Mèches 1975 19 étages 60 m.
- Tour 6 de la cité Croix des Mèches 1975 19 étages 60 m.
- Tour 7 de la cité Croix des Mèches 1975 19 étages 60 m.
- Tour Castel 1964 19 étages 60 m.
- Tour du 18 Boulevard Pablo Picasso 1980 18 étages 57 m.
- Tour du 19 Boulevard Pablo Picasso 1980 18 étages 57 m.
- Tour du 20 Boulevard Pablo Picasso 1980 18 étages 57 m.
- Tour du 21 Boulevard Pablo Picasso 1980 18 étages 57 m.
- Bâtiment A de la Résidence Le Colombier 1975 17 étages 56,50 m.
- Bâtiment B de la Résidence Le Colombier 1975 17 étages 56,50 m.
- Bâtiment des Archives Départementales du Val-de-Marne 1974 15 étages 56 m.
- Tour du 25 Boulevard Pablo Picasso 1980 16 étages 51 m.

#### Fontenay-sous-Bois
- Tour de la Redoute 1970 26 étages 78 m.
- Tour du 12 Rue Jean Macé 1980 16 étages 60 m.
- Barre de l'allée Maxime Gorki (Cité de la Redoute) 1975 18 étages 57 m.
- Tour A de la Cité Lacassagne1975 18 étages 57 m.
- Tour Alice 1980 18 étages 54 m.
- Tour Béatrice 1980 18 étages 54 m.
- Tour Chambord 1980 18 étages 54 m.
- Tour Chenonceau 1980 18 étages 54 m.
- Tour Cheverny 1980 18 étages 54 m.
- Tour Colette 1980 18 étages 54 m.
- Tour Delphine 1980 18 étages 54 m.
- Tour Elvire 1980 18 étages 54 m.
- Tour Jean Macé 1980 18 étages 54 m.
- Tour Martin Luther King 1980 18 étages 54 m.
- Tour du 2 Rue Paul Langevin 1980 16 étages 51 m.

#### L'Haÿ-les-Roses
- Tours des 1, 2 et 3 Allée du Stade 1970 19 étages chacune 60 m.
- Tour du 10-25 Rue Sainte-Colombe 18 étages 59 m.
- Tours des 2,4 et 6 Rue Gustave-Charpentier 18 étages chacune 59 m.
- Tours des 87 et 89 Rue Paul-Hochart 18 étages chacune 59 m.
- Tour du 2 Rue Henri-Thirard 1975 18 étages 57 m.
- Tours des 2 et 4 Allée des Violettes 1975 16 étages chacune 51 m.
- Tour du 3 Allée des Pervenches 1975 16 étages 51 m.

#### Ivry-sur-Seine
- Tour du 12 Passage du Four 1970 19 étages 61 m.
- Tour Casanova 1971 18 étages 58 m.
- Tour Jeanne Hachette 1972 18 étages 58 m.
- Tour Lénine 1966 18 étages 58 m.
- Tour Raspail 1968 18 étages 58 m.
- Tours Ledru-Rollin 2012 18 étages  57 m. Projet annulé en raison de l'opposition des riverains et d'associations à ce dernier qui jugeaient ces tours trop imposantes
- Immeuble du 18-24 avenue Maurice-Thorez 1975 16 étages 52 m.
- Tours et barres de la Cité Pierre et Marie Curie 1965 16 étages 52 m.
- Résidence Avenue de Verdun 1970 16 étages 52 m.

#### Le Kremlin-Bicêtre
- Tour du 50ter Avenue Charles-Gide 18 étages 59 m.
- Tour du 97-109 Rue Gabriel-Péri 16 étages 54 m.

#### Maisons-Alfort
- Tour du 54 Avenue de la Liberté 1962 20 étages 65,50 m.
- Bâtiments A, B, C et D du 50 Rue Carnot 1970 16 étages chacun  53,50 m.

#### Malakoff
- Tour du 15 Rue Savier 1975 25 étages 78 m.
- Tour du 5 rue Gambetta 1965 18 étages 67 m.
- Tour du 34 rue Gambetta 1970 17 étages 54 m.

#### Rungis
- Hôtel Mercure 16 étages et 54 m.

#### Vitry-sur-Seine
- Tour Robespierre 1976 27 étages 81 m.

#### Montrouge
- Tour Le Panorama Sud 17 étages 63 m.

#### Villejuif
- Institut de Cancérologie Gustave Roussy (aussi connu sous les noms d'IGR, Hautes-Bruyères et PR1) 1980 16 étages 59 m.
- Tour du 58 Rue Jean-Baptiste Baudin 16 étages 53 m.

### Val-d'Oise

#### Argenteuil
- Tour Epinay, 1970, 20 étages, 68 m.
- Tour Pontoise, 1971, 20 étages, 68 m.
- Tour Sannois, 1971, 20 étages, 68 m.
- Tour Angel M, 1969, 17 étages, 58 m.
- Tour du 1 Allée Wolfgang Amadeus Mozart 1970 17 étages 58 m.
- Tour du 9 Allée Wolfgang Amadeus Mozart 1970 17 étages 58 m.
- Tour du 3 Allée François Villon 1969 17 étages 58 m.
- Tour du 2 Place d'Alembert 1969 16 étages 54 m.
- Tour du 11 Place d'Alembert 1969 16 étages 54 m.
- Tour du 4 Allée Ludwig van Beethoven 1971 16 étages 54 m.
- Résidence La Fontaine, 1969, 16 étages, 54 m.
- Cité Liberté, 16 étages, 51 m.
- Tour Braque du 44 Avenue Gabriel Péri 16 étages 54 m.
- Tour du 85 Avenue Gabriel Péri 15 étages 51 m.
- Tour du 8 Rue Antonin-Georges Belin 15 étages 51 m.
- Cité Roussillon, 15 étages, 51 m.
- Tour du 4 Rue Montesquieu 15 étages 51 m.
- Tour du 6 Rue Montesquieu 15 étages 51 m.
- Tour du 3 Square Jean de la Fontaine 15 étages 51 m.
- Bâtiment A de la Résidence Les Jardins d'Argenteuil 15 étages 51 m.
- Bâtiment A de la Résidence du Val d'Argent IV 15 étages 51 m.
- Tour du 2 Allée Wolfgang Amadeus Mozart 1971 15 étages 51 m.
- Tour du 44 Allée Fernand Léger 1970 15 étages 51 m.
- Tour du 46 Allée Fernand Léger 1971 15 étages 51 m.
- Tours Mondor I et II, 1973, 15 étages chacune 51 m. Démolie par implosion le 12 décembre 2010
- Tour du 10 Rue Jean Charcot 15 étages 51 m.
- Tour du 12 Rue Jean Charcot 15 étages 51 m.
- Tour Broca, 15 étages, 51 m. Démolie par implosion en janvier 2008

#### Bezons
- Résidence Émile Zola, 16 étages, 56 m.
- Tour Francisco-Ferrer, 1967, 15 étages, 52 m.
- Tour du 128-130 Rue Jean Jaurès de la Cité du Colombier 14 étages 48 m. Démolie par grignotage en décembre 2012.

#### Deuil-la-Barre
- Tours 2 et 3 de la Cité de la Galathée 16 étages chacune  54 m. Démolie par grignotage en juin 2011 et janvier 2013

#### Eaubonne
- Résidence Chénier, 16 étages, 54 m.
- Résidence Mirabeau, 16 étages, 54 m.
- Tour du 4 Square du Berry de la Cité du Mont d'Eaubonne 15 étages 51 m.
- Bâtiments C, D, E et F de la Résidence des Bussys 15 étages chacun, 51 m.

#### Ermont
- Tour Ermont de la Cité des Chênes 1961 20 étages 68 m.

#### Franconville
- Tour du 3 Rue de l'Hostellerie de la Résidence Les Bûcherets 1975 16 étages 54 m.
- Tour du 4 Rue de Relais de la Résidence Les Bûcherets 1975 16 étages 54 m.
- Tour du 26 Rue de la Station 1971 15 étages 51 m.

#### Garges-lès-Gonesse
- Tour Colonel Fabien, 1964, 15 étages, 51 m.
- Tour du 1 Place Lamartine 1963 14 étages 48 m.
- Tour des Vergers, 1962, 14 étages, 48 m.
- Tour du 11 Place Roger Salengro 1963 14 étages 48 m.
- Résidence Indochine, 1961, 14 étages, 48 m.
- Bâtiments 1-4 et 5-8 de la Place Jean Ingres de la cité de la Dame Blanche Nord 1965 13 étages chacun 44 m.
- Tour des Doucettes, 1972, 13 étages, 44 m. Démolie par grignotage en septembre 2016.

#### Montigny-lès-Cormeilles
- Tours 1 et 2 de la Place Gérard de Nerval 1974 18 étages chacune 60 m.
- Tour du 4 Rue Auguste Renoir 1974 18 étages 60 m.
- Tour du 6 Rue Auguste Renoir 1974 18 étages 60 m.
- Tour du 1 Allée de la Futaie 1974 18 étages 60 m.
- Tours 11 et 13 de la Résidences Les Hautes Bruyères 1975 15 étages chacune 51 m.
- Tour 9 de la Résidences Les Hautes Bruyères 1975 14 étages 47 m.
- Résidence Diderot-Marmontel, 1976, 13 étages, 44 m.
- Résidence Les Sources, 1974, 13 étages, 44 m.

#### Cergy
- Tour EDF-GDF, 1974, 14 étages, 86 m
- Tour des Touleuses, 17 étages, 56 m.
- Tour des Jeunes Mariés du Mail des Cerclades, 1973, 16 étages, 49 m.
- Tour 3M, 1974, 13 étages, 42 m. Démolie par grignotage le 10 janvier 2020.
- Tour des Linandes Oranges, 12 étages, 40 m

#### Montmagny
- Tour du 2 Rue du Château 15 étages 51 m.

#### Pontoise
- Bâtiment T50 de la Cité des Hauts de Marcouville 1971 16 étages 54 m.
- Bâtiment T49 de la Cité des Hauts de Marcouville 1971 14 étages 48 m.
- Bâtiment T9 de la Cité des Hauts de Marcouville 1971 13 étages 44 m.

#### Saint-Gratien
- Bâtiment G de la Résidence Les Cyclades 20 étages 68 m.
- Bâtiment J de la Résidence Les Cyclades 15 étages 51 m.
- Bâtiment du 3-15 Boulevard du Maréchal Foch de la Résidence Le Forum 16 étages 54 m.
- Tour du 4 Boulevard Georgette Agutte de la Cité des Raguenets 16 étages 54 m.
- Tour du 4 Allée des Raguenets de la Cité des Raguenets 16 étages 54 m.
- Tour du 18 Allée des Raguenets de la Cité des Raguenets 16 étages 54 m.

#### Saint-Ouen-l'Aumône
- Bâtiments T1 et T2-T3 de la Résidence Le Clos de Dampierre 1973 18 étages chacun 60 m.
- Tours 1 et 19 de la Cité de Chennevières 1971 18 étages chacune 60 m. Démolie par grignotage en juillet 2006 et novembre 2007
- Tours 20 et 27 de la Cité de Chennevières 1971 16 étages chacune 54 m. Démolie par grignotage en février 2002 et novembre 2007
- Tour du 30 Rue d'Oraison de la Résidence Saint Louis 16 étages 54 m.
- Tour du 33 Avenue du Général De Gaulle de la Cité du Clos du Roi 16 étages 54 m.
- Bâtiment T4 de la Résidence Le Clos de Dampierre 1974 16 étages 54 m.

#### Sannois
- Tour du 7-10 Square Jules Ferry de la Cité du Centre Ville-Bel Air 1975 15 étages 51 m.
- Tour du Puits Mi-Ville, 13 étages, 44 m.
- Tour du 1 Rue des Carreaux de la Cité des Carreaux 12 étages 41 m.

#### Sarcelles
- Tour du 47 Avenue Paul Valéry 17 étages 54 m.

#### Villiers-le-Bel
- Tour du 3 Place Bois Joli de la Cité de Derrière-les-Murs-de-Monseigneur 16 étages 54 m.
- Tour du 1 Place du Midi de la Cité de Derrière-les-Murs-de-Monseigneur 13 étages 44 m.
- Tour du 17 Allée Pierre Corneille de la Cité des Carreaux 1958 13 étages 44 m.
- Tour du 1 Rue Roger Salengro de la Cité du Puits-la-Marlière 13 étages 44 m.

### Yvelines

#### Chatou
- Résidence Bel Air, 17 étages, 56 m.

#### Mantes-la-Jolie
- Tours des Écrivains A, B, C et D de la Cité du Val-Fourré 1970 20 étages chacune 63 m. Démolies par implosion le 26 septembre 1992.
- Tours Sully A et B de la Cité du Val-Fourré 1970 20 étages chacune 63 m. Démolies par implosion le 1er juillet 2001.
- Tour Véga de la Cité du Val-Fourré 1967 23 étages 63 m.
- Tours Degas A, B et C de la Cité du Val-Fourré 1970 18 étages 57 m. Démolies par implosion le 2 juillet 2006.
- Tour Jupiter de la Cité du Val-Fourré 1970 19 étages 57 m.
- Tour Mercure de la Cité du Val-Fourré 1970 18 étages 57 m.
- Tours Millet A et B de la Cité du Val-Fourré 1973 18 étages chacune 64 m. Démolies par implosion le 1er octobre 2000.
- Tour Neptune de la Cité du Val-Fourré 1971 19 étages 64 m.
- Tours Ramon A et B de la Cité du Val-Fourré 1970 17 étages chacune 54 m. Démolies par implosion le 20 novembre 2005.
- Tour Pluton (Val Fourré) 12 étages (41 m)
- Tour Boileau (Val Fourré) 19 étages (65 m)
- Tour d' estrėes (Val Fourré) 19 étages (65 m)
- Tours 2 et 4 Clément Ader (Val Fourré) 18 étages (61 m)

#### Marly-le-Roi
- Immeuble La Frégate de la Résidence Domaine de Montval 1972 15 étages 50,50 m.
- Tour Le Miracour de la Résidence Domaine de Montval 1972 15 étages 50,50 m.

#### Les Mureaux
- Tour Molière 1960 18 étages 54 m. Démolie par semi-foudroyage le 3 octobre 2010.

#### Sartrouville
- Tour 16 de la Cité des Indes 1970 17 étages 54 m. Démolie par foudroyage le 6 juin 2010 en même temps que les Tours 14 et 15.

## Autres agglomérations françaises (Province et Outre-Mer)

### Auvergne-Rhône-Alpes

#### Chambéry
- Tour du Centenaire, 27 niveaux (21 étages), 76 m.

#### Clermont-Ferrand
- Tour des Liondards 20 étages, 63 mètres.
- 26 résidence Pavin Guéry Servières, Croix-de-Neyrat 16 étages, 51 mètres.

#### Échirolles
- Tour de la Luire, 1962, 19 étages, 62,50 m[6].
- Tours Surieux (I, II et III), 19 étages 60 m[7].

#### Grenoble

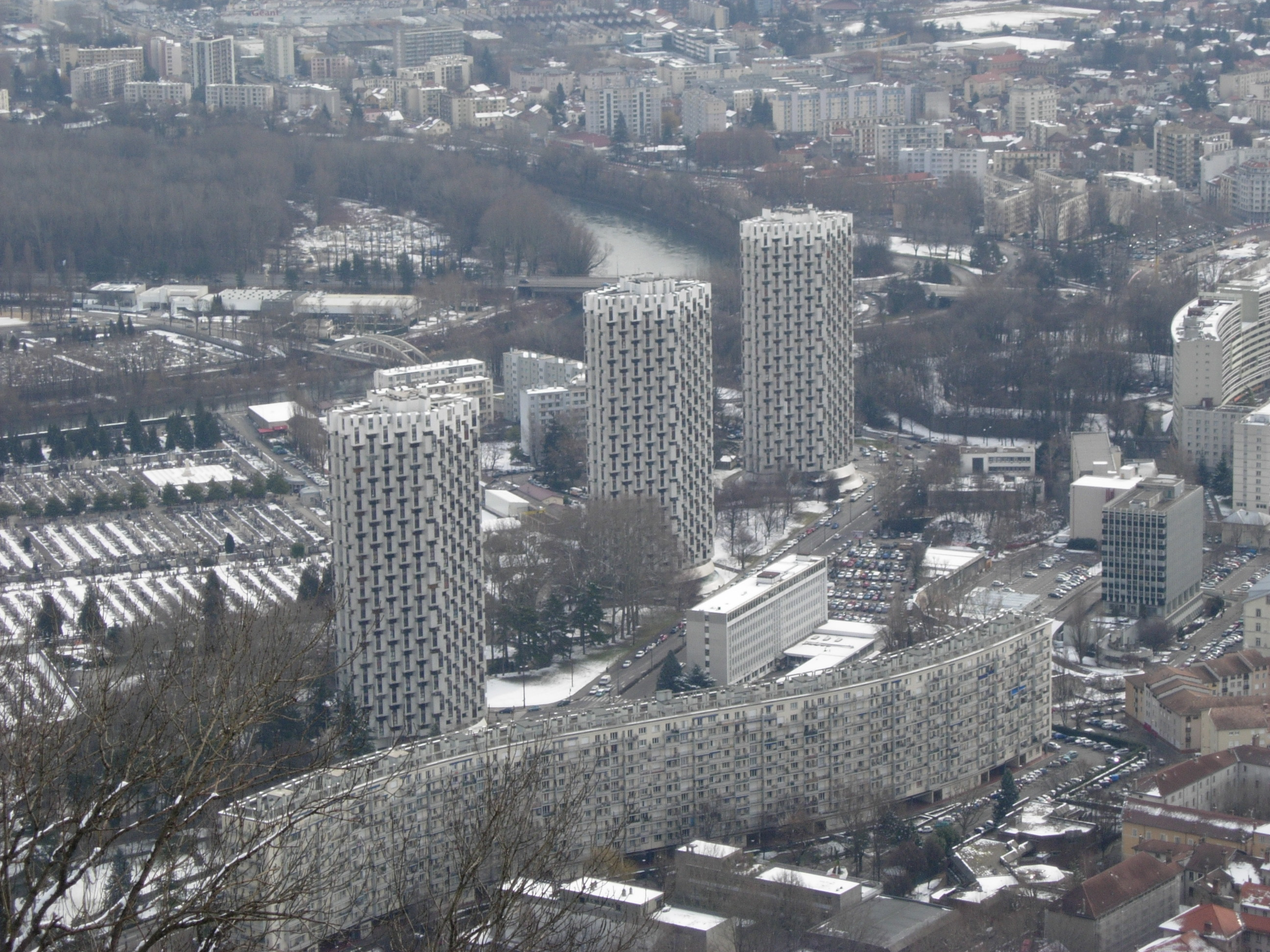
Les trois tours de l'Île Verte

- Trois tours du quartier de l'Île Verte (Vercors, Mont Blanc et Belledonne), 1967, de 33 étages, 98 m (104 m avec l'antenne).
- Tour Perret, 1925, 90 m[8].
- Tour de la CPAM de l'Isère, de 17 étages, 66,5 m[9].
- Ancien hôtel des Postes, de 57,32 m[10].
- Tours Kogan (A et B) du Village Olympique, de 18 étages, 57 m[11].
- Tours Arlequin (Nord et Sud), de 15 étages, 54 m[12].
- Les Hauts du Parc (Villeneuve-Hellbronner), de 17 étages 54 m[13].
- Les Portes de l'Ouest, de 16 étages  51 m[14].

#### Lyon
Lyon 2e Arrondissement
- Tour Ycone (2018) 14 étages 65 m.
- Tour Charlemagne Est (pas de date) 140 m (en projet)
- Tour Charlemagne Ouest (pas de date) 140 m (en projet).

Lyon 3e Arrondissement

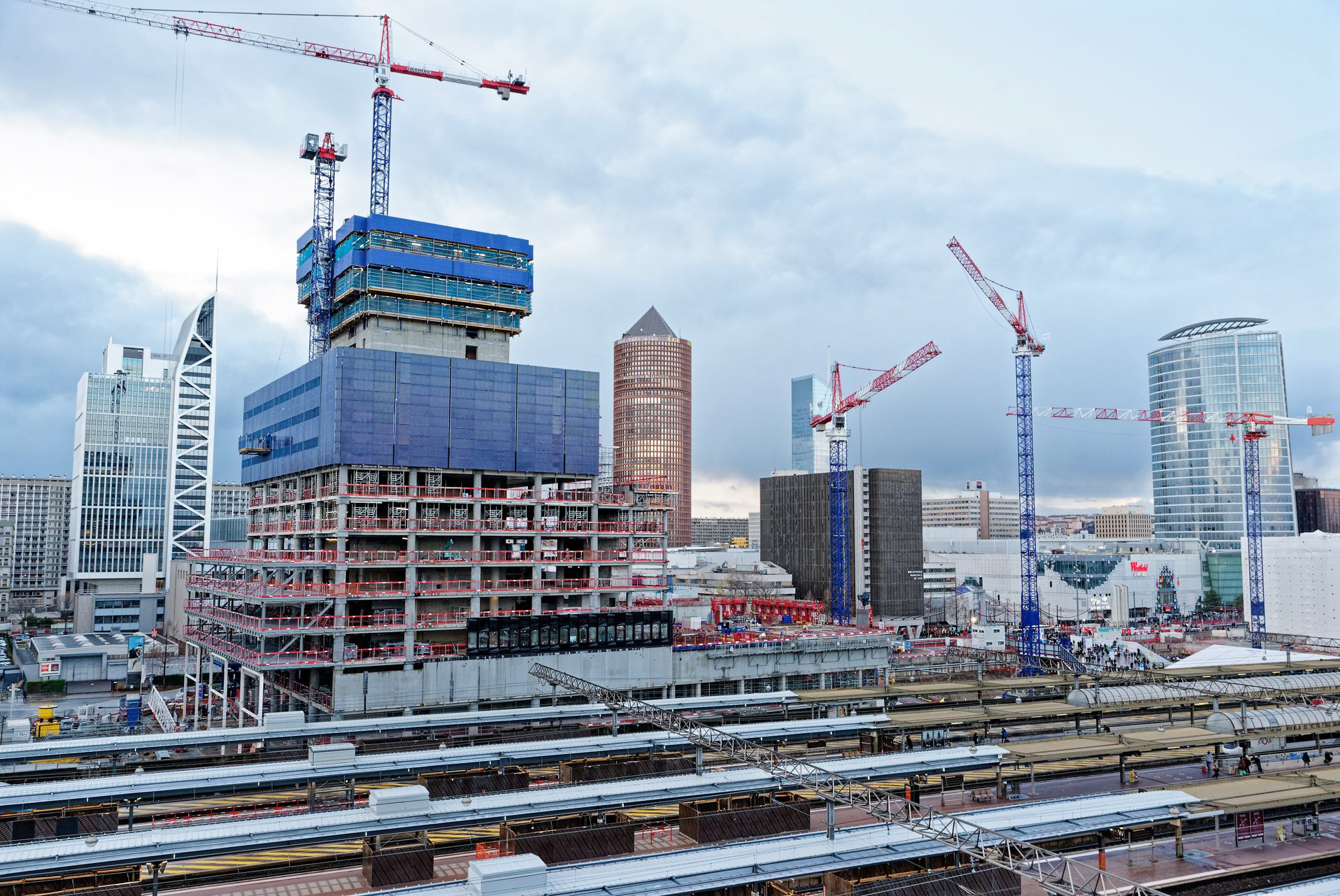
Vue sur les tours de la Part-Dieu, avec au premier plan les travaux de la tour To-Lyon et du parvis de la gare de la Part-Dieu.

- Tour Incity (2015) 39 étages 202 m, actuellement le plus haut gratte-ciel hors région parisienne.
- To-Lyon (2022) 43 étages 170 m (en construction).
- Tour Part-Dieu (1977) 42 étages 165 m.
- Tour Silex 2 (2021) 23 étages 129 m.
- Tour Oxygène (2010) 28 étages 117 m.
- Tour Swiss Life (1989) 21 étages 82 m.
- Tour AXA-UAP Lyon (1972-2012) 21 étages 77/71 m. Démolie pour la construction de la tour Incity
- Sky 56 (2017) 14 étages 56 m

Lyon 8e Arrondissement
- Tour CIRC (Centre international de recherche contre le cancer) (1972) 18 étages 72 m.

Lyon 9e Arrondissement
- Tour panoramique de la Duchère (1972) 28 étages 91 m.

#### Saint-Étienne
- Tour Réservoir Plein Ciel 63 m (92 m avec l'antenne); détruite le 24 novembre 2011.

#### Sassenage
- Le Floréal : 4 tours (A, B, C, D) de 16 étages d'une hauteur de 54,52 mètres, situées rue du Moucherotte et rue de la Falaise[15].

#### Villeurbanne
- Les Tours Gratte-Ciel.
- 2 Tours Jumelles de 19 étages, d'une hauteur de 60 m.

Vichy
●Tour des ailes 19 étages et hauteur de 64 m

### Bretagne

#### Brest
- Le Grand Pavois, 72 m 20 étages 1975
- Résidence Atlantide B, 68 m 19 étages 1975
- Résidence Atlantide A, 65 m 18 étages 1975
- 14-16, rue Corot, 61 m 17 étages 1971
- Tours Sisley A, B, C et D, 61 m 17 étages 1971
- 15 avenue de Tarente, 61 m 17 étages 1971
- Résidence Les Horizons 2, 58 m 16 étages 1975
- 9 Avenue de Tarente, 54 m 15 étages 1971
- 7, avenue de Tarente, 54 m 15 étages 1971
- 5, avenue de Tarente, 54 m 15 étages 1971
- 1 rue de l'église, 54 m 15 étages
- Résidence Le Coq Hardi, 51 m 14 étages 1968
- 80, rue Général Gallieni,50 m 12 étages
- 82, rue Général Gallieni, 50 m 12 étages
- 84, rue Général Gallieni, 50 m 12 étages
- 95, rue Général Gallieni, 50 m 12 étages

#### Rennes
- Les tours jumelles les Horizons: Les Horizons I 1970 35 étages 100 m et les Horizons II 1970 35 étages 98 m.
- Tour de l'Éperon 1975 33 étages 98 m. (105 m avec l'antenne).
- Tour de bureau EuroRennes Féval 20 étages 88 m (en projet).
- Tour Sarah Bernhardt 1963 22 étages 67 m
- Tour Le Penthièvre 1965 23 étages 66 m.
- Tour du 26 Boulevard Oscar Leroux 21 étages 62 m
- Tour Le Belvédère 1973 21 étages 60 m.
- Tour CPAM 19 étages 60 m.
- ZAC Normandie Saumurois, ilot A, 2017, 17 étages, 55 m.
- Arc-en-Ciel, 54 m.
- 2, avenue du Canada, 53 m.
- 2, cours du Président John Fitzgerald Kennedy, 1968 17 étages, 50 m.
- Le Navarre, 50 m.
- L'Aunis, 50 m.

#### Saint-Brieuc

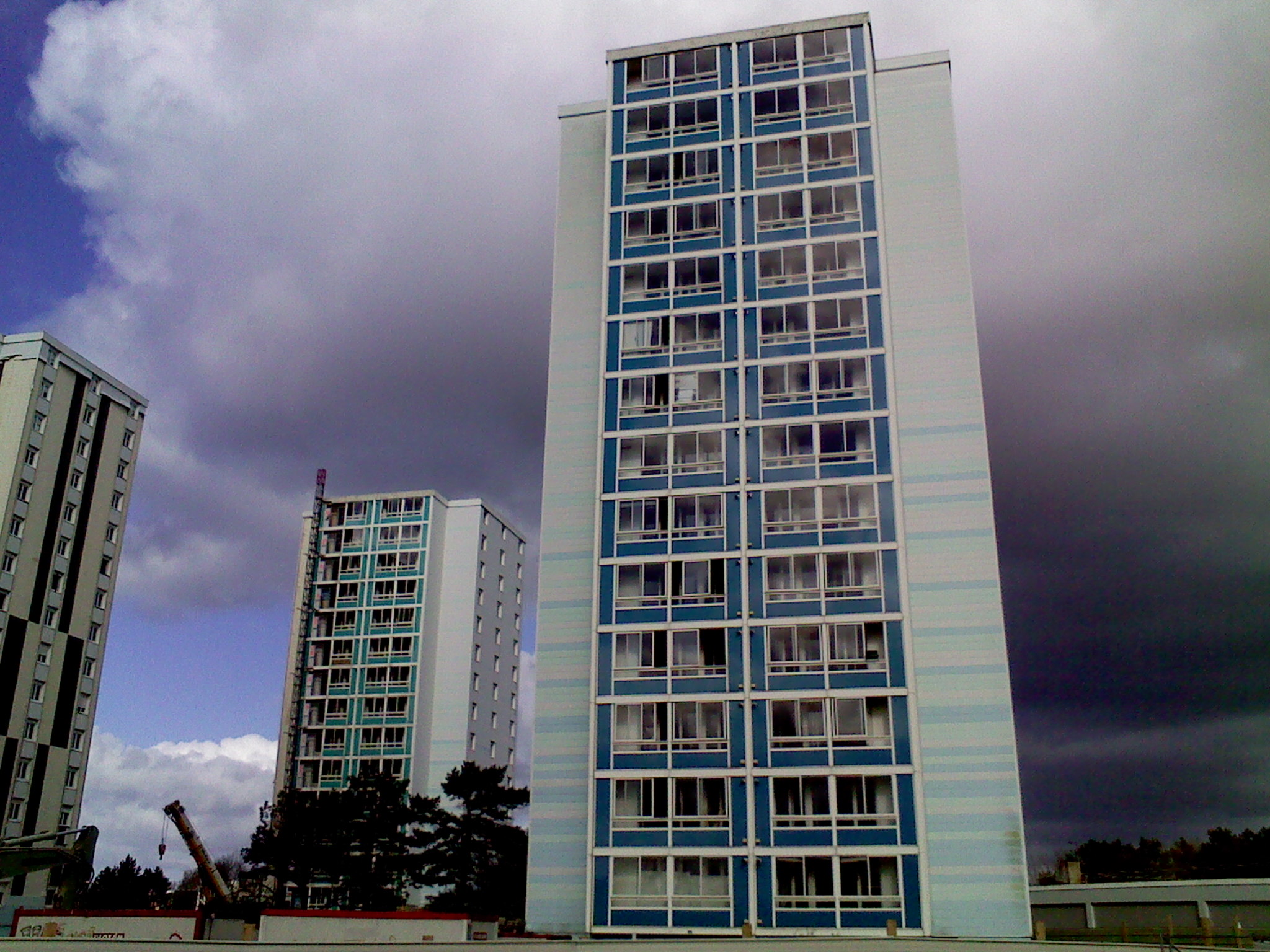
Tours de La Croix Saint-Lambert - Saint-Brieuc. En cours de démolition.

- Tour d'Armor 18 étages + un étage supplémentaire (quatre studios) aménagé sur le toit terrasse, non accessible par ascenseur. 65 m.
- Tours de La Croix Saint-Lambert. 1973, 14 et 15 étages, 48 m environ (74 m avec antenne) (x5). Déconstruits de mars 2012 à mars 2013.
- Tours de Balzac 10 étages (x4).
- Tour de Cesson (nouvelle). 14 étages.
- Tour de Cesson (ancienne). 1395, 5 étages, 70 m environ. Démolie partiellement en 1598, on peut encore voir aujourd'hui la face nord de la tour encore intacte.

### Bourgogne-France-Comté

#### Besançon
- Tour Vauban - Planoise (3 avenue de Bourgogne), 61 m, 18 étages, 1970[16].
- Tour Miramas - Planoise (6 avenue de Bourgogne), 58 m, 17 étages[17] 1969.
- 2, place René Payot 55 m 15 étages 1962.
- Tour Chardonnet - Près-de-Vaux (13 avenue de Chardonnet), 44 m, 13 étages[18].
- 11 Rue des Causses, 51 m, 14 étages, 1978.
- 5 rue du Luxembourg, 51 m 14 étages 1973.
- 11 avenue de l'Île-de-France, 51 m 14 étages 1975.
- Résidence du Parc Buffon, 51 m 14 étages 1976.

#### Chenôve
- Résidence au 18, rue Antoine de Saint-Exupéry - 54 mètres.
- Résidence au 10, rue Ernest-Renan - 51 mètres.
- Résidence au 12, rue Ernest-Renan - 51 mètres.
- Résidence au 31, boulevard des Valendons - 51 mètres.
- Tour Kennedy - 51 mètres.

#### Dijon
IGH de plus de 50 mètres :
- Tour Arsenal - 60 mètres, 2023
- Résidence au 34, rue du Tire-Pesseau - 54 mètres.
- Tour Bagatelle - 52 mètres (Projet de réhabilitation).

IGH de plus de 30 mètres (hors habitation) :
- Tour de l'URSSAF - 46 mètres.
- Tour Sigma - 39 mètres (Projet de réhabilitation de la tour Mercure - 2019).
- Tour Marbotte Plaza - 35 mètres.
- Siège social des Laboratoires Fournier - 35 mètres.
- Conservatoire à rayonnement régional de Dijon - 35 mètres.
- Tour Elithis - 33,5 mètres.
- Rectorat de Dijon - 33 mètres.
- Chambre de commerce et d'industrie de Dijon - 31,5 mètres.

#### Mâcon
- Tour des Archives départementales de Saône-et-Loire - 52 mètre (1970)

#### Chalon-sur-Saône
- Tour Nièpce (ex canal) - 59,7 mètre - 20 étage - (1963)

- Tour 18, rue de Lattre de Tassigny - 56 mètre - 18 étage
- Tour 16, rue de Lattre de Tassigny - 56 mètre - 18 étage
- Tour de la Verrerie - 56 mètre - 18 étage - 1965

- Tour de l'aubepin - 52 mètre - 16 étage - (1961 rénover entre 2019-2020)

```
mètre (1961)
```

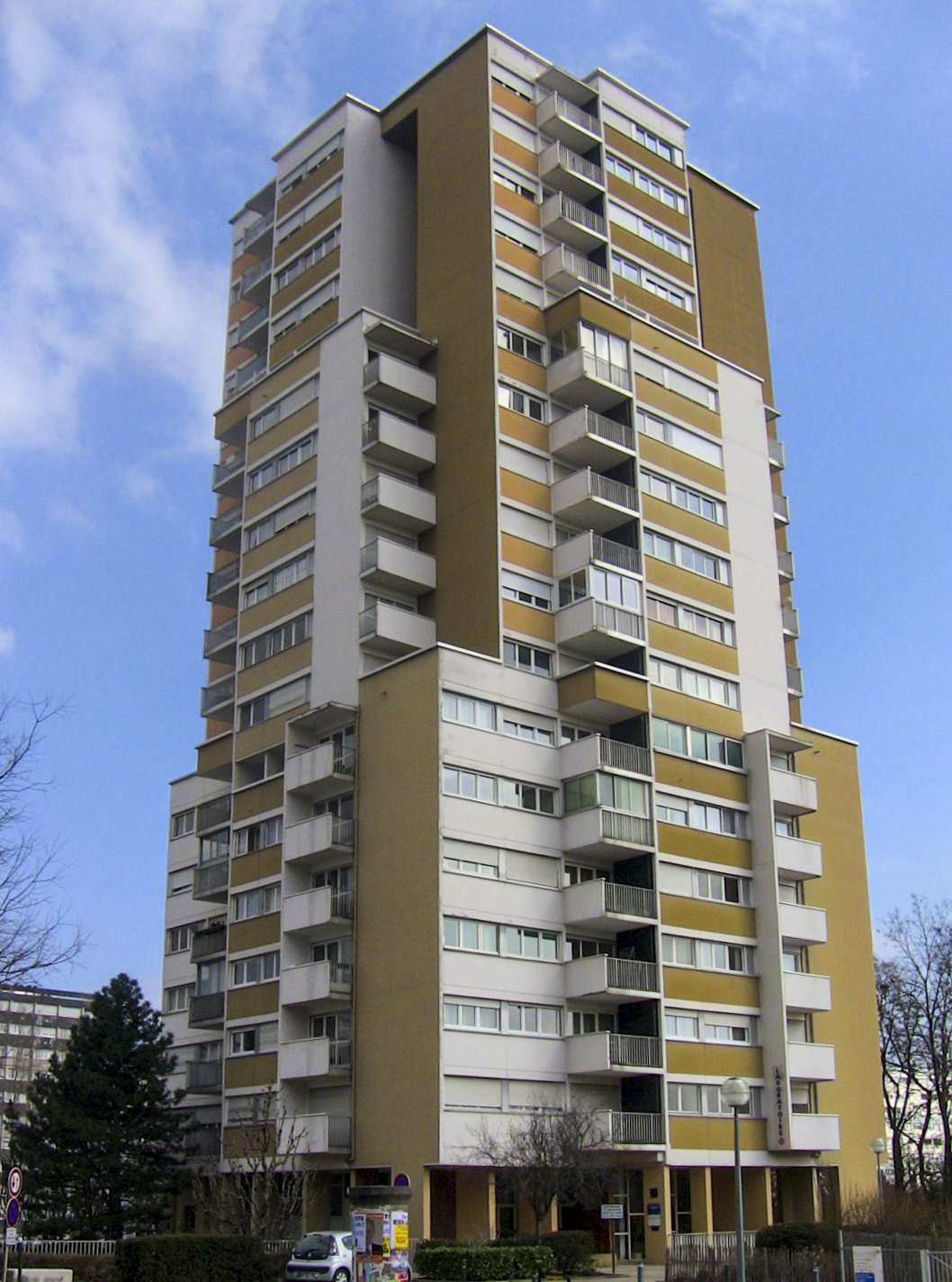
La tour Vauban.
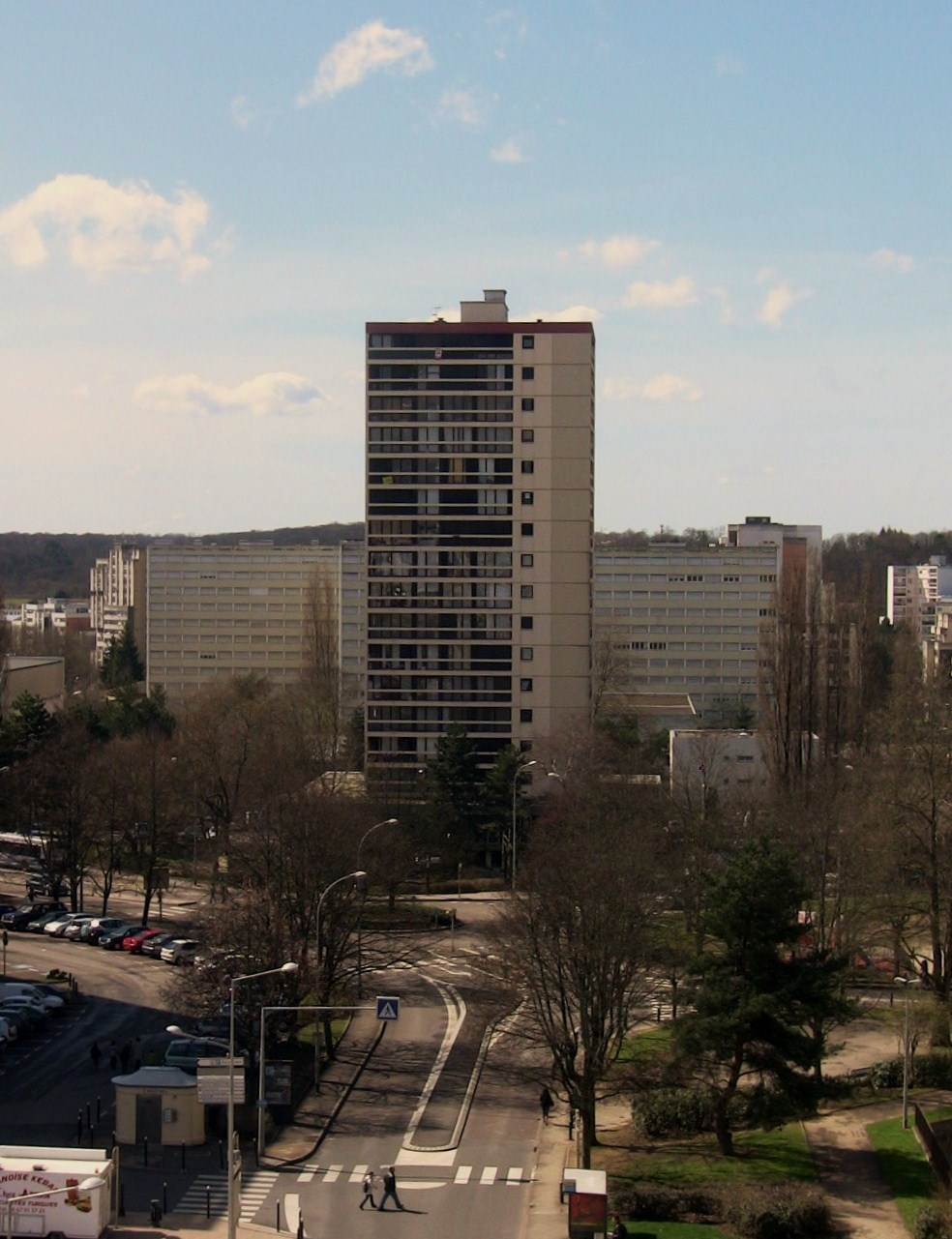
La tour Miramas.
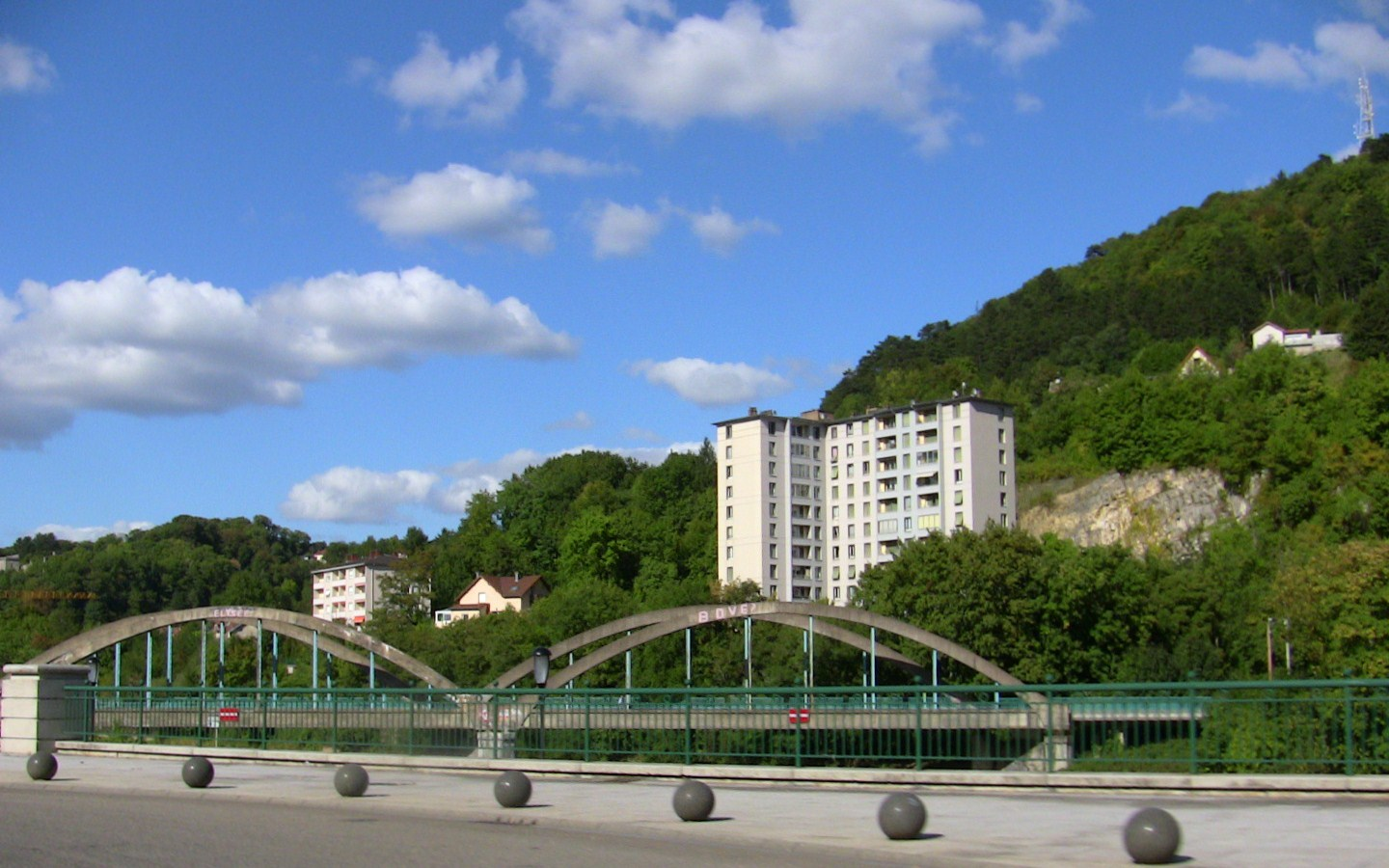
La tour Chardonnet.
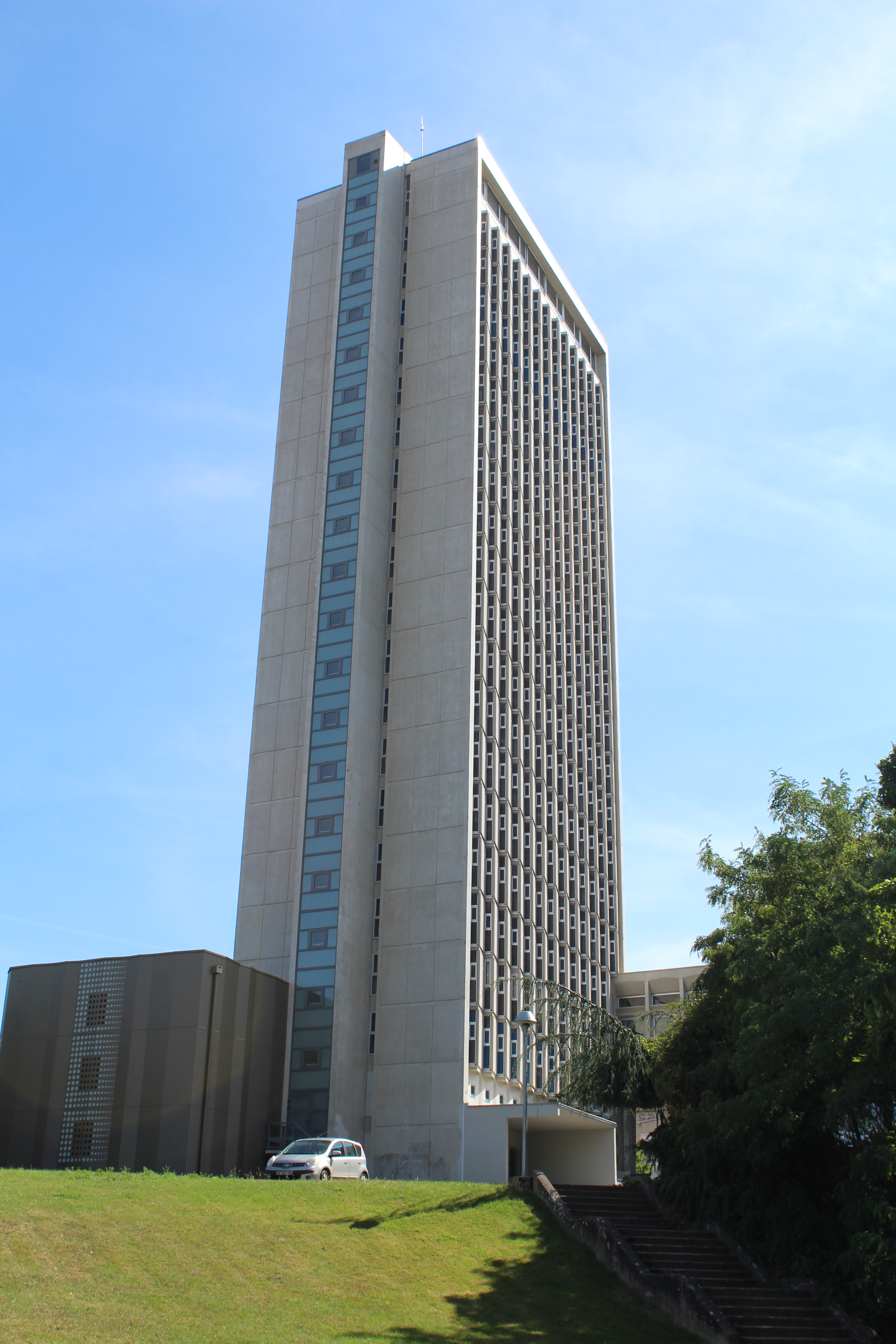
Tour des archives départementales de Saône-et-Loire

### Centre-Val de Loire

#### Bourges
Résidence Jacques-Cœur, 58 m, 16 étages, 1968. (2, avenue du Maréchal de Lattre de Tassigny).

#### Tours

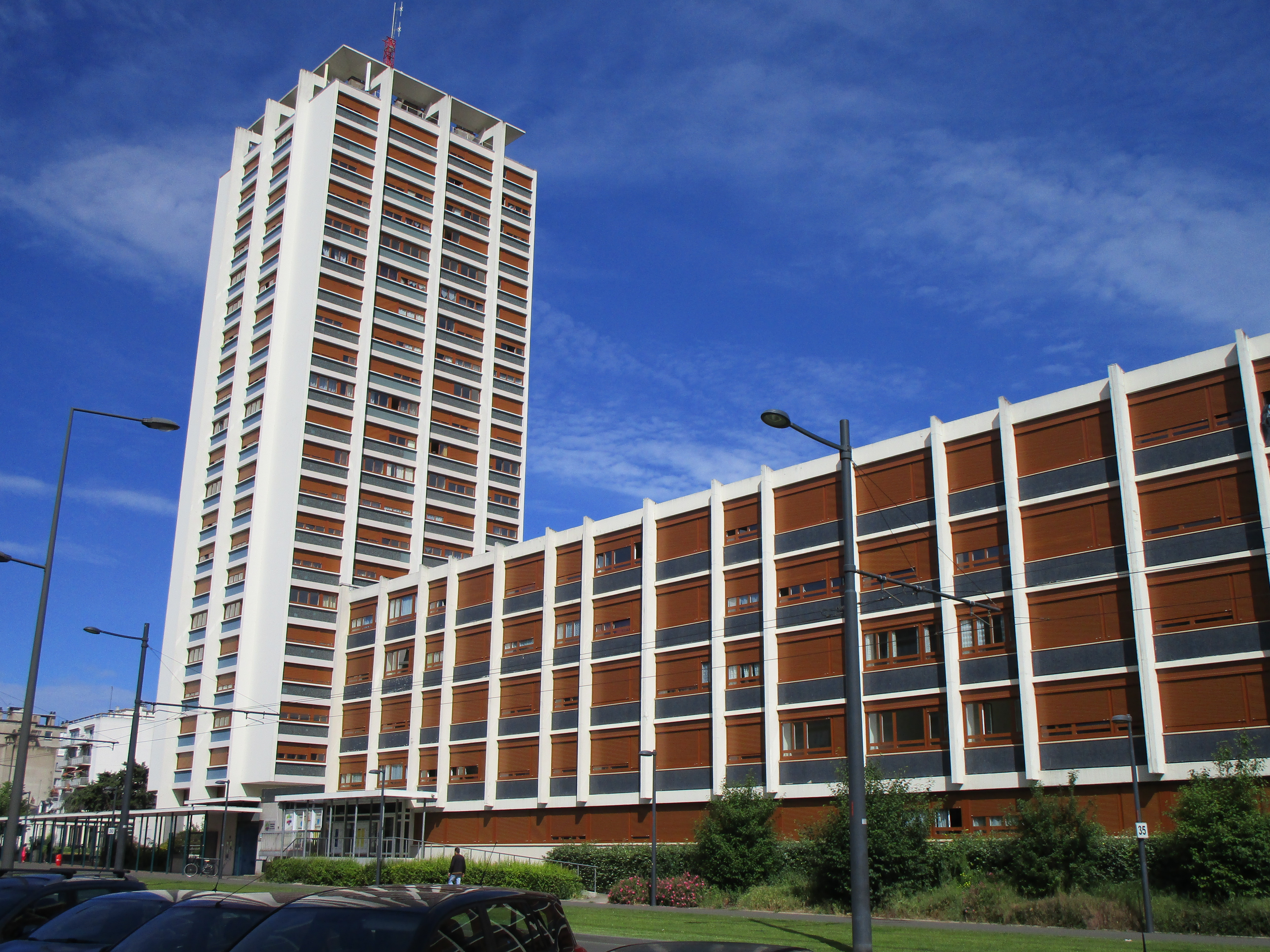
Tour U du Sanitas.

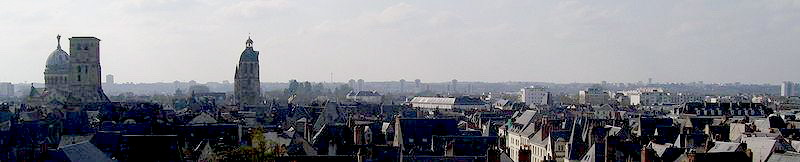
Vue de la Tour Charlemagne à gauche et de la Tour de l’Horloge à droite.

- Tour Lumière, 55 m, 2016, située au quartier des Deux-Lions, 19 étages.
- Tour Sanitas-Tulasne ou Tour U, 66 m (82 m avec l'antenne), 1965, quartier du Sanitas, 21 étages.
- Les tours du Lac et du Belvédère (tours jumelles) 71 m, 1968, situées au carrefour de Verdun, 23 étages.
- Tour Charlemagne, 58m, seconde moitié du XIe siècle, dans le vieux Tours.
- Tours de l’Horloge (nom local Tour du Trésor), 55m, début XIe siècle, quartier des Halles.
- Tour Ballan (vers le bord de la Loire), 60 mètres, 18 étages au quartier Lamartine.
- Tours de la Cathédrale Saint-Gatien, 81m, quartier Cathédrale-Opéra, 1170.
- Tour de la Gare, 54 m (projet abandonné).

### Corse

#### Ajaccio
- Tour M21 78,4 m 22 Étages

### Grand Est

#### Charleville-Mézières
- Tour de Bourgogne 1970 21 étages 71,3 mètres
- Tour Louis Hanot[19] 1964 12 étages 40,7 m.

#### Colmar
- 24 Tours ou plus de La Zup Europe Pasteur 3 400 à 4 000 logements[20].

#### Reims
- Tour des Argonautes, 1969-1972 17 étages 51 m (65 m avec la sculpture lumineuse)
- Tour du Tyrol, 1965 17 étages 63 m
- Tour de l'Europe, 1968 17 étages 63 m
- 77, rue de la Maison-Blanche 1970 18 étages 61 m
- 3, rue Paul Fort, 1960 15 étages 59 m
- 5, rue Paul Fort, 1960 15 étages 59 m
- 24 rue de Brazzaville, 1960 15 étages 59 m
- Tour Franchet d'Esperey, 1969 18 étages 59 m
- 60, avenue du général Eisenhower 1970 17 étages 58 m
- 119, rue de Saint-Thierry, 1965 16 étages 54 m
- 2 place Paul-Claudel, 1965 14 étages 54 m
- 143, rue de Courlancy, 1967 15 étages 54 m
- 21, rue de la Méditerranée, 1968 16 étages 52 m
- Tour Géruzez, 1965 15 étages 51 m
- 1, allée Antoine Watteau, 1968 16 étages 50 m
- 5, allée Yves Gandon, 1968 16 étages 50 m
- Tour allée de Lisbonne, 1970 16 étages 50 m

#### Épernay
- La Tour De Castellane: 1903 à 1905 10 étages 66 m[21]

#### Châlons-en-Champagne
- 2 allée Charles Baudelaire[22]  1970 18 étages 61,1 m
- 15 avenue du 29 août 1944[23] 1966 17 étages 56,8 m
- 8 rue Lavoisier 1962 16 étages 53,5 m
- 7 rue Jean Sébastien Bach[24] 1967 16 étages 53,5 m
- 9 rue de Saint Malo[25] 1969 16 étages 53,5 m
- Tour d'Orléans[26] 1962 17 étages 48 m
- 4 allée Charles Baudelaire 1966 15 étages 47,5 m
- 18 avenue le Corbusier[23]  1966 13 étages 44,1 m
- 3 allée Arthur Rimbaud[23]  1966 12 étages 40,7 m
- Résidence de l'Europe 1967 12 étages 40 m

#### Vitry-le-François
- Les Pics Verts, 1969 14 étages 47,5 m
- Les Tourterelles, 1969 14 étages 47,5 m
- Les Canaris 1969, 14 étages 47,5 m

#### Troyes
- 4, place du Général-Patton[27] 1962 14 étages 47,5 m
- 116, avenue Pasteur[28] 1962 13 étages 44,1 m

#### Saint-Dizier
- Tour Morvan, 1965 17 étages 57,7 m
- Tour Esterel 1965 17 étages 57,7 m
- Tour Ardennes 1965 17 étages 57,7 m
- Tour Andes, 1965, 17 étages 57.7m
- Tour Armor 1965 17 étages 57,7 m
- Tour Bise 1965 17 étages 57,7 m
- Tour Alizé 1965 17 étages 57,7 m
- Tour Dampierre[29] 1970 18 étages 51 m

#### Sedan
- Tour Marcillet[30] 1964 18 étages 61,1 m

#### Langres
- Les Tamaris, 1970 13 étages 41,1 m
- Les Tulipes, 1970 13 étages 41,1 m
- Les Tilleuls, 1970 13 étages 41,1 m Vue de Rennes depuis la tour Le Belvédère.

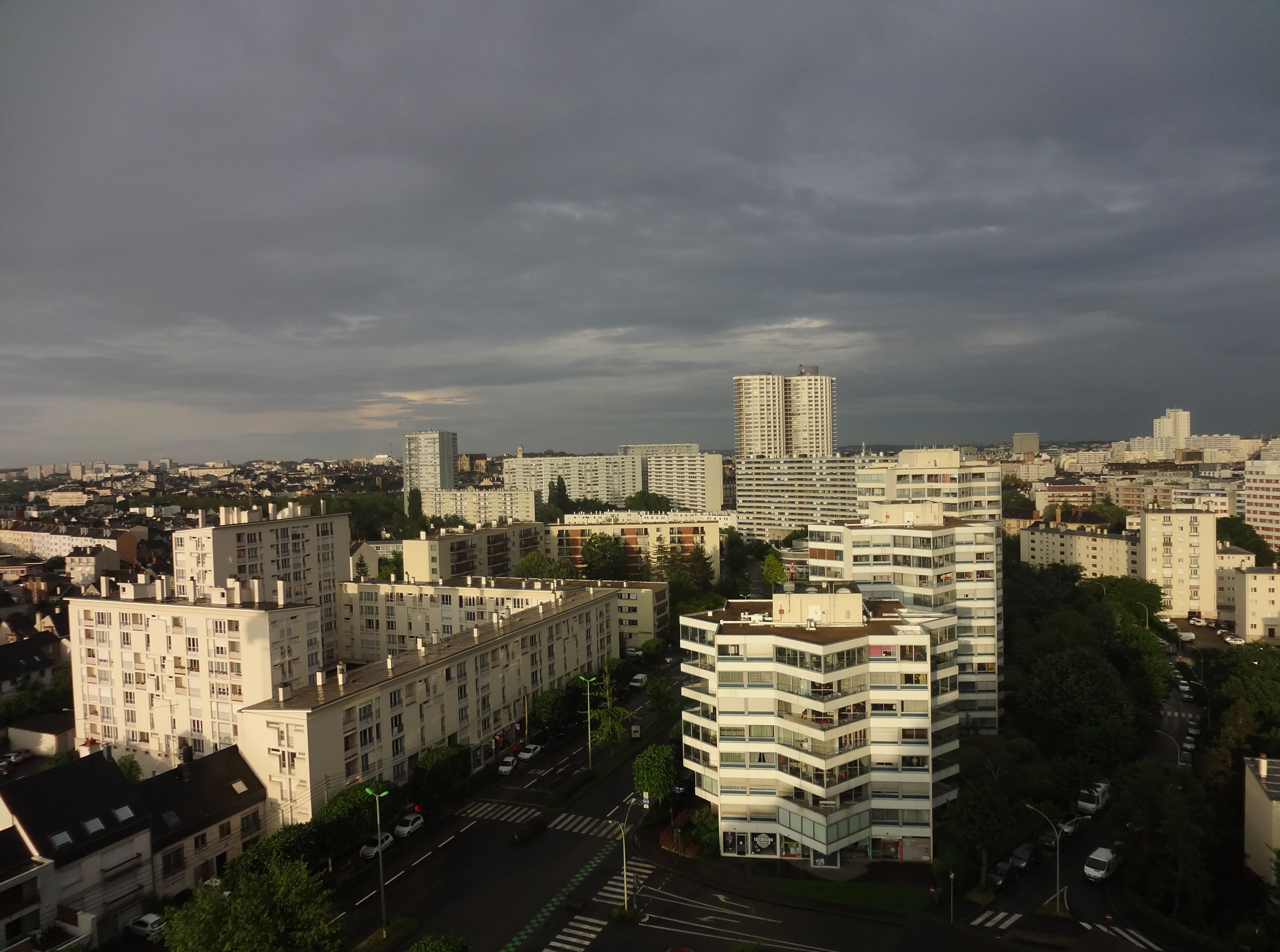
Vue de Rennes depuis la tour Le Belvédère.

#### Metz
- Tour Sainte-Barbe (63 m) 19 étages
- Centre Pompidou-Metz (77 m)
- Tour Cambout 17 étages 53 m (57 m avec l'antenne).
- Tour Coislin (53 m) 20 étages (dont 3 souterrains)
- 1-3, rue du Béarn (51 m) 15 étages
- Tour des Marronniers (50 m) 18 étages et 113 logements à Metz Les Hauts de Vallières (Architecte E.Dubuisson 1914-2011).

#### Mulhouse
Gratte-ciel :

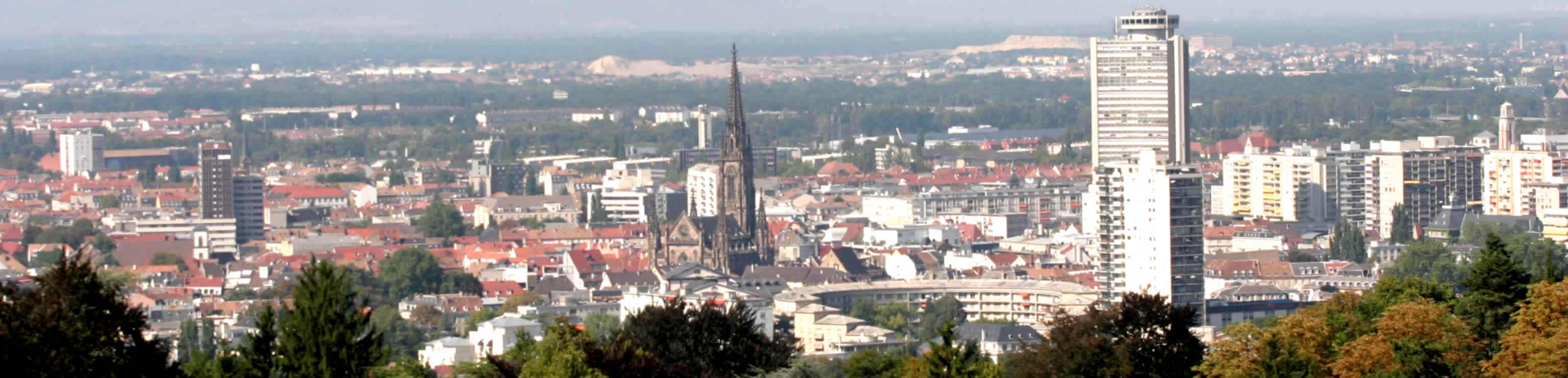
Panorama urbain du centre-ville de Mulhouse depuis la Tour du Belvédère
On distingue de droite à gauche les Tours Montaigne, la Tour Wilson avec à l'arrière la Tour de l'Europe, le seul gratte-ciel mulhousien correspondant aux critères d'Emporis, au centre le Temple Saint-Etienne et plus à gauche la Tour Kennedy.

- Tour de l'Europe, 1972, 36 étages, 101 m. (113 m avec l'antenne).

IGH de plus de 50 mètres :
- Tour Plein Ciel B, 1972, 24 étages, 72 m. Vouée à la démolition à partir de 2029[33].
- Tour Plein Ciel A, 1970, 24 étages, 71 m. Vouée à la démolition à partir de 2029[33].
- Tour Wilson, 1972, 22 étages, 65 m. (68 m hauteur totale)
- Tour Delacroix A, 1981, 19 étages, 57 m.
- Tour Porte du Miroir, 1973, 19 étages, 57 m.
- Tour Dumas 2, 1970, 18 étages, 56 m. Vouée à la démolition à partir de 2025[33].
- Tour Matisse A, 1981, 19 étages, 55 m.
- Tour Dumas 1,1970, 18 étages, 54 m. Vouée à la démolition à partir de 2025[33].
- Tour Nation 1, 1969, 18 étages, 54 m.
- Tour Nation 2, 1969, 18 étages, 54 m.
- Tour Kennedy,1975, 17 étages, 51 m. (54 m hauteur totale)
- Tour Grunewald J,1974, 17 étages, 51 m.
- Tour Grunewald B, 1974, 17 étages, 51 m.
- Tour Matisse B, 1981,17 étages, 50 m.
- Tour Delacroix B, 1981,17 étages, 50 m.
- Tour Montaigne B, 1978, 16 étages, 50 m.
- Tour Montaigne A, 1978, 16 étages, 50 m.

#### Nancy

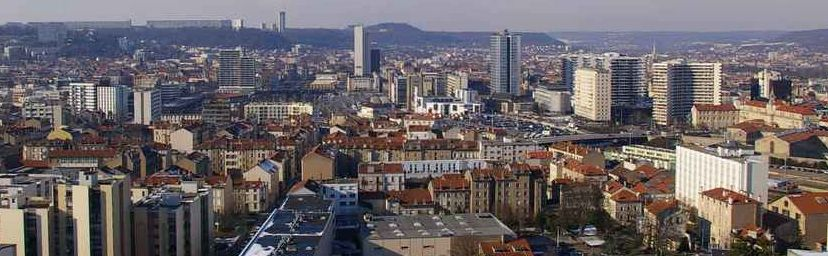
Panorama urbain du centre-Est de Nancy, une grande densité d'IGH pour une ville Française.

- Tour Panoramique, les Aulnes 1971 34 étages 96 m. (108 m avec l'antenne).
- Tour Thiers 1974 28 étages 90 m.(104 m avec l'antenne)
- Tour Joffre Saint-Thiébault 1961 24 étages 80 m.
- Tour de l'Étoile 1960 21 étages 70 m.
- Tour Saint-Sébastien A 1974 17 étages 60 m.
- Tour Saint-Sébastien B 1974 17 étages 60 m.
- Tour Saint-Sébastien C 1974 17 étages 60 m.
- Tour Saint-Sébastien D 1974 17 étages 60 m.
- Tilleul argenté 1961 17 étages 57 m.
- Tour Kennedy 1970 17 étages 55 m.
- Tour des Nations 1975 11 étages 55 m.
- Tour Montet-Octroi 1970 18 étages 55 m.
- Tour Le Trident 1978 18 étages 53 m.
- Tour Blanc Sycomore 1965 (détruite en 2012) 17 étages 50 m.

#### Strasbourg
- Tour Europe 1980 19 étages 77 m. (90 m avec l'antenne).
- Tour du Multimédia 1963 17 étages 72 m. (74 m avec l'antenne).
- Parlement européen 1998 17 étages 60 m.
- Tour Elithis Danube 2018 16 étages 57 m.
- Tour Schwab 1965 18 étages 54 m. (70 m avec l'antenne).
- Tour de l'Homme de Fer 1962 17 étages 52 m. (72 m avec l'antenne).
- Tour C ensemble immobilier Porte de France 1971 14 étages 50 m.

### Hauts-de-France

#### Amiens
- Tour Perret 1952 29 étages 110/104 m.
- Beffroi d'Amiens 1406 59 m
- Tour de la Hotoie 1965 18 étages 62 m
- 7 rue Georges Guyenemer 62 m 17 étages 1977
- 18 rue Georges Guyenemer 62 m 17 étages 1977
- Tour Maryse Bastié 1977 17 étages 61 m
- Tour Helene Boucher 1978 17 étages 56 m
- Tour Balzac 1 1970 16 étages 52 m
- Résidences de pays d'Auge 52 m 14 étages 1976
- Tour Balzac 2 1970 1 étages 50 m

#### Arras

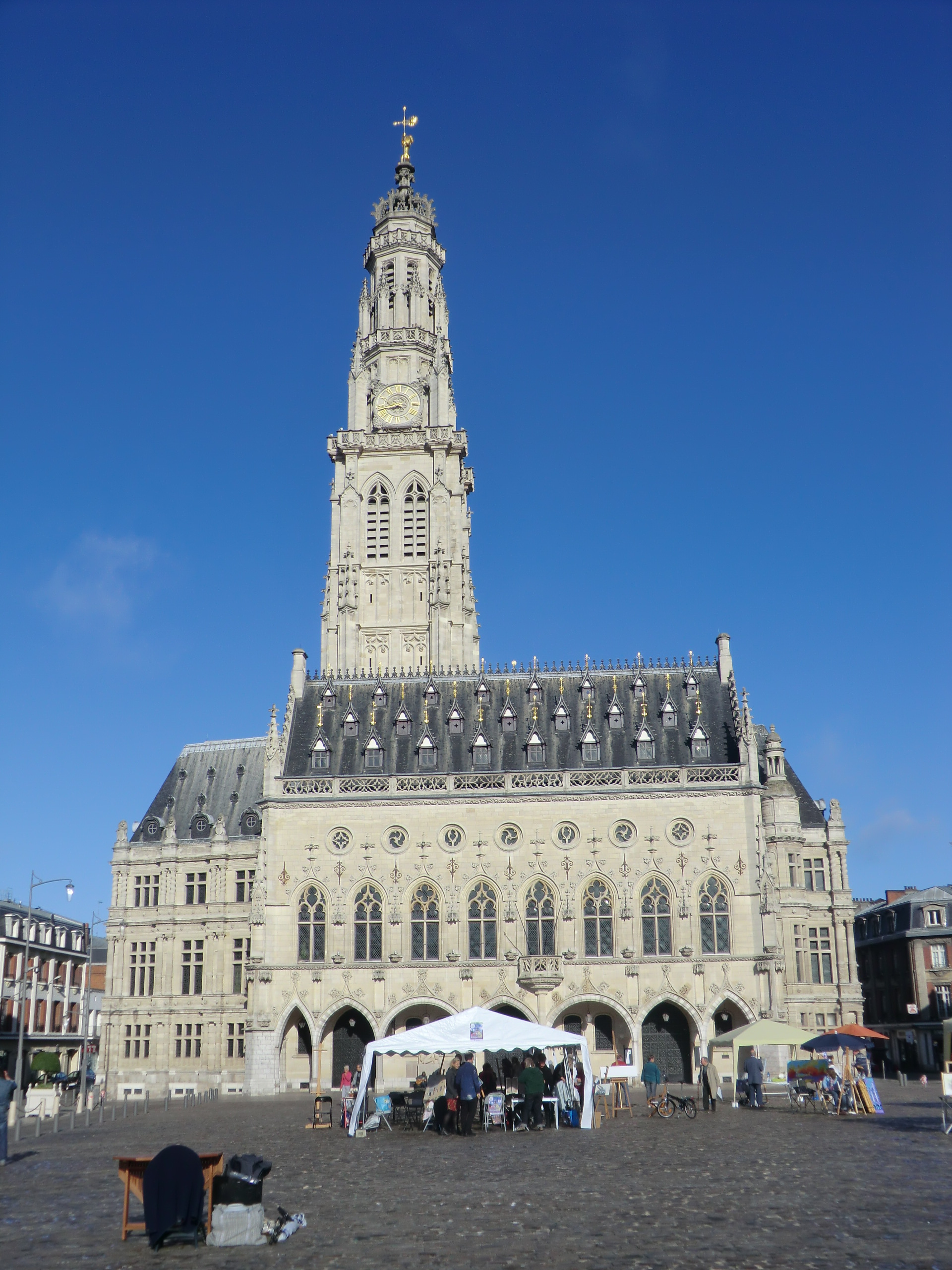
L'hôtel de ville d'Arras surmonté de son beffroi.

- Beffroi de l’hôtel de ville 75 m
- Tour Saint Jean A 54 m
- Tour Saint Jean B 54 m
- Tour Cézanne 54 m
- Direction départementale de l'Entretien 45 m

#### Beauvais
- 2 rue du Docteur-Magnier 51 m 14 étages 1964
- 15 avenue Jean-Moulin Tours 1, 2 et 3 51 m 14 étages 1971

#### Calais
- Beffroi de l’hôtel de ville 75 m.

#### Creil
- Tour Descartes 20 étages 80 mètres (85 avec l'antenne)
- Tour Carpeaux 18 étages 50 mètres (60 avec l'antenne)
- Tour Biondi 15 étages 55 mètres (70 avec l'antenne)
- Tour la Garenne 15 étages 50 mètres
- Tour Roseraie 15 étages 50 mètres

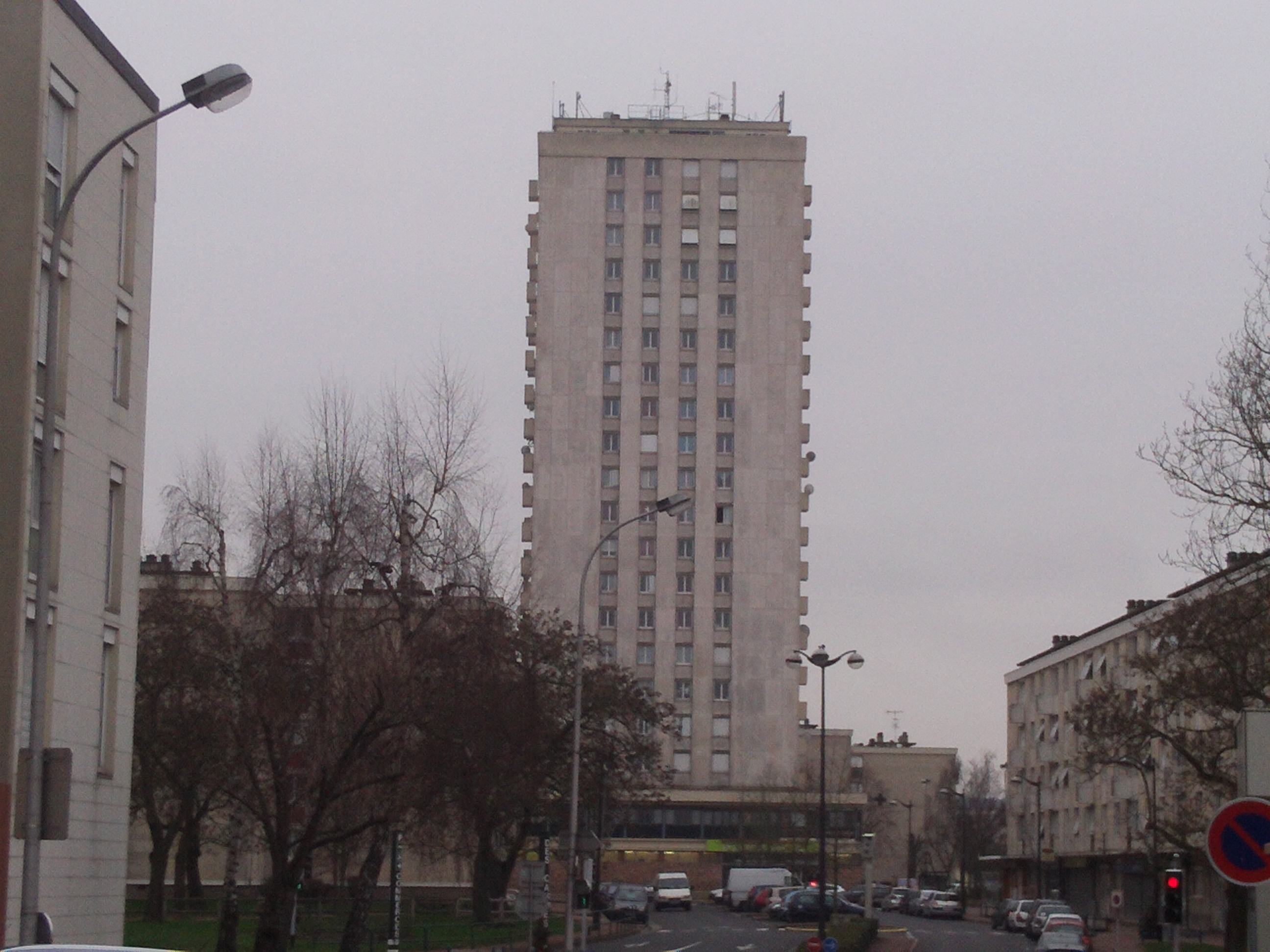
la tour Descartes
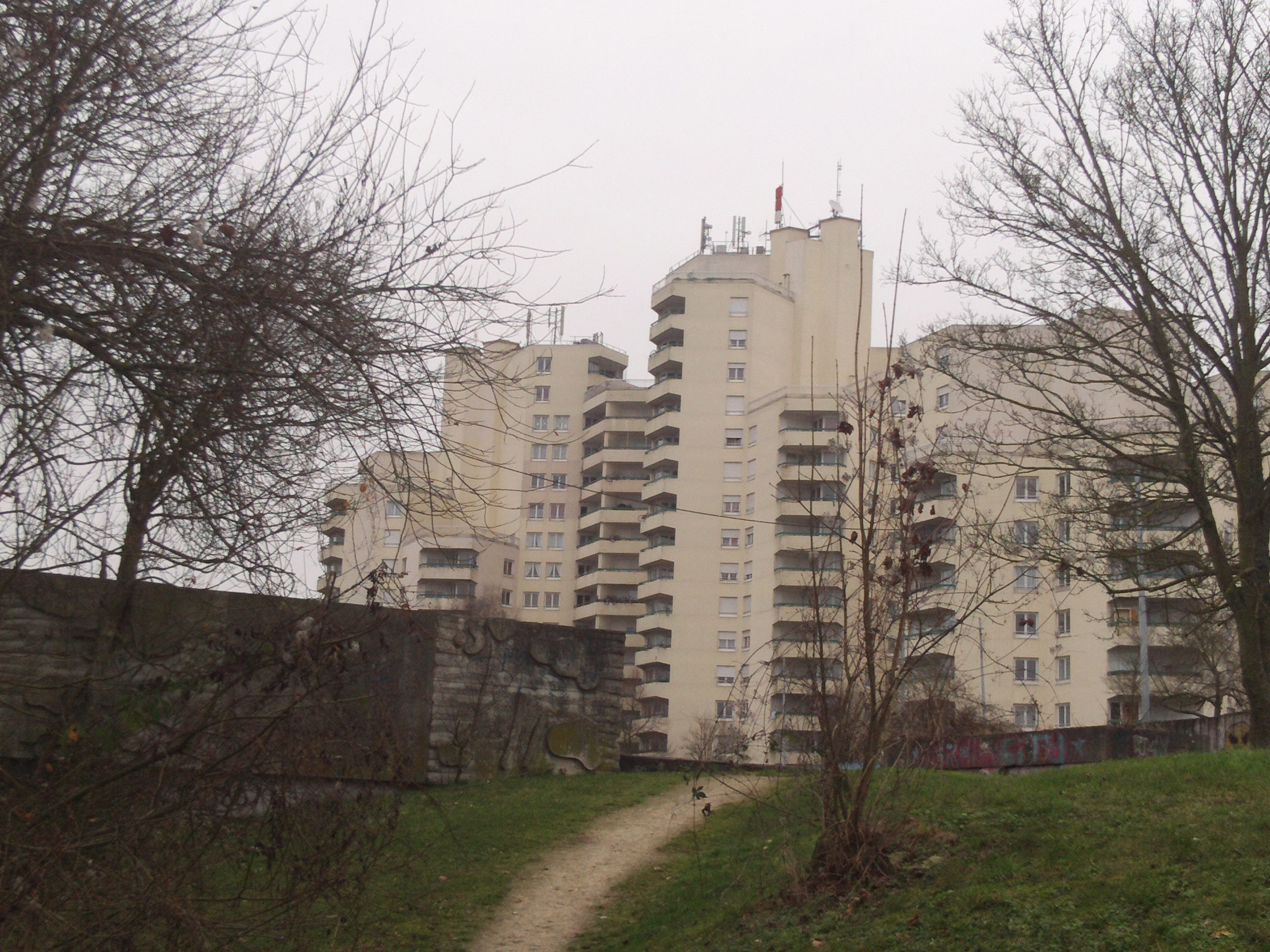
la tour Carpeaux

#### Dunkerque
- Tour Reuze 73 m. (88 m avec l'antenne).
- Beffroi de l’hôtel de ville 75 m.

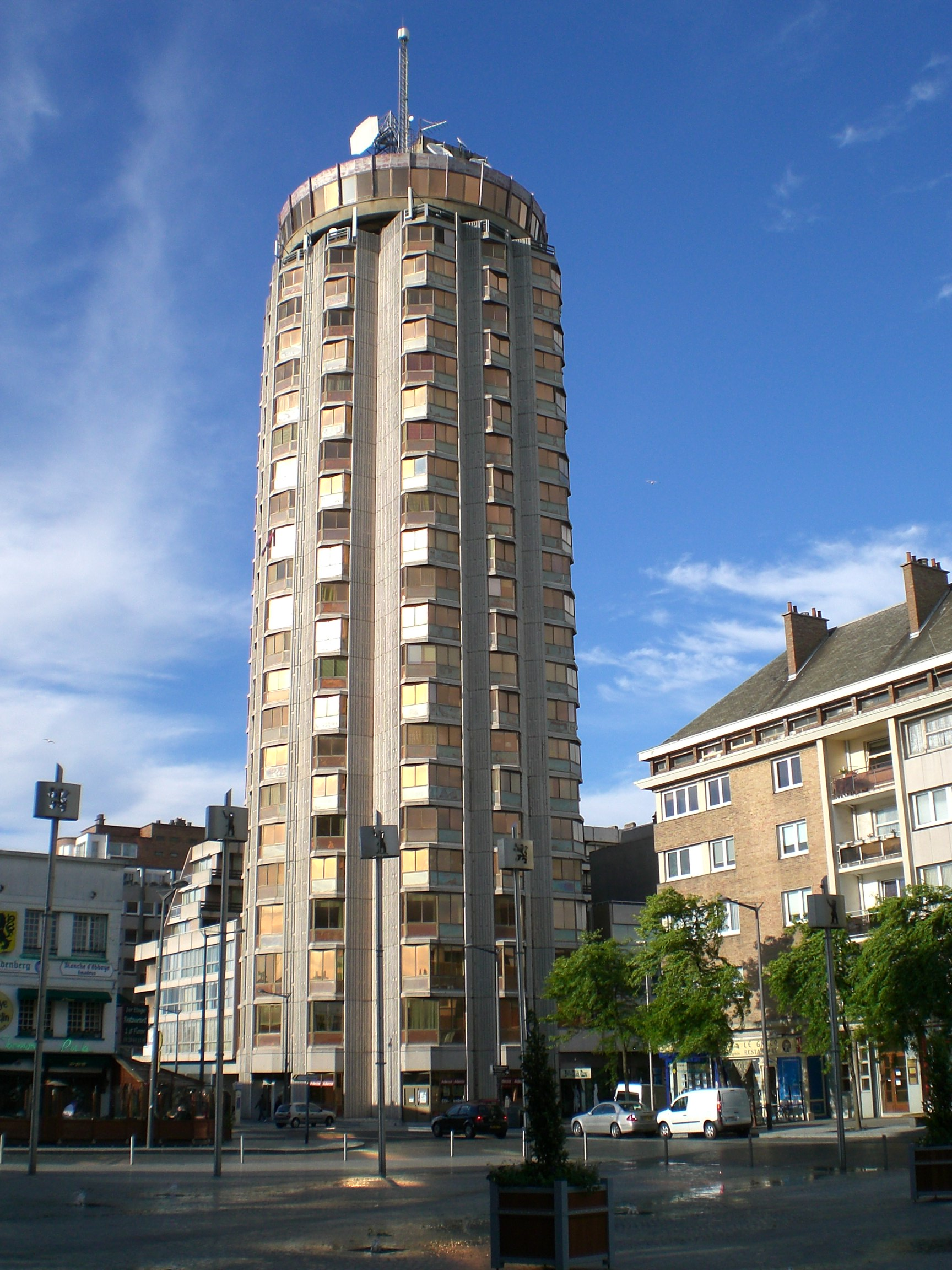
La tour du Reuze à Dunkerque

#### Lille

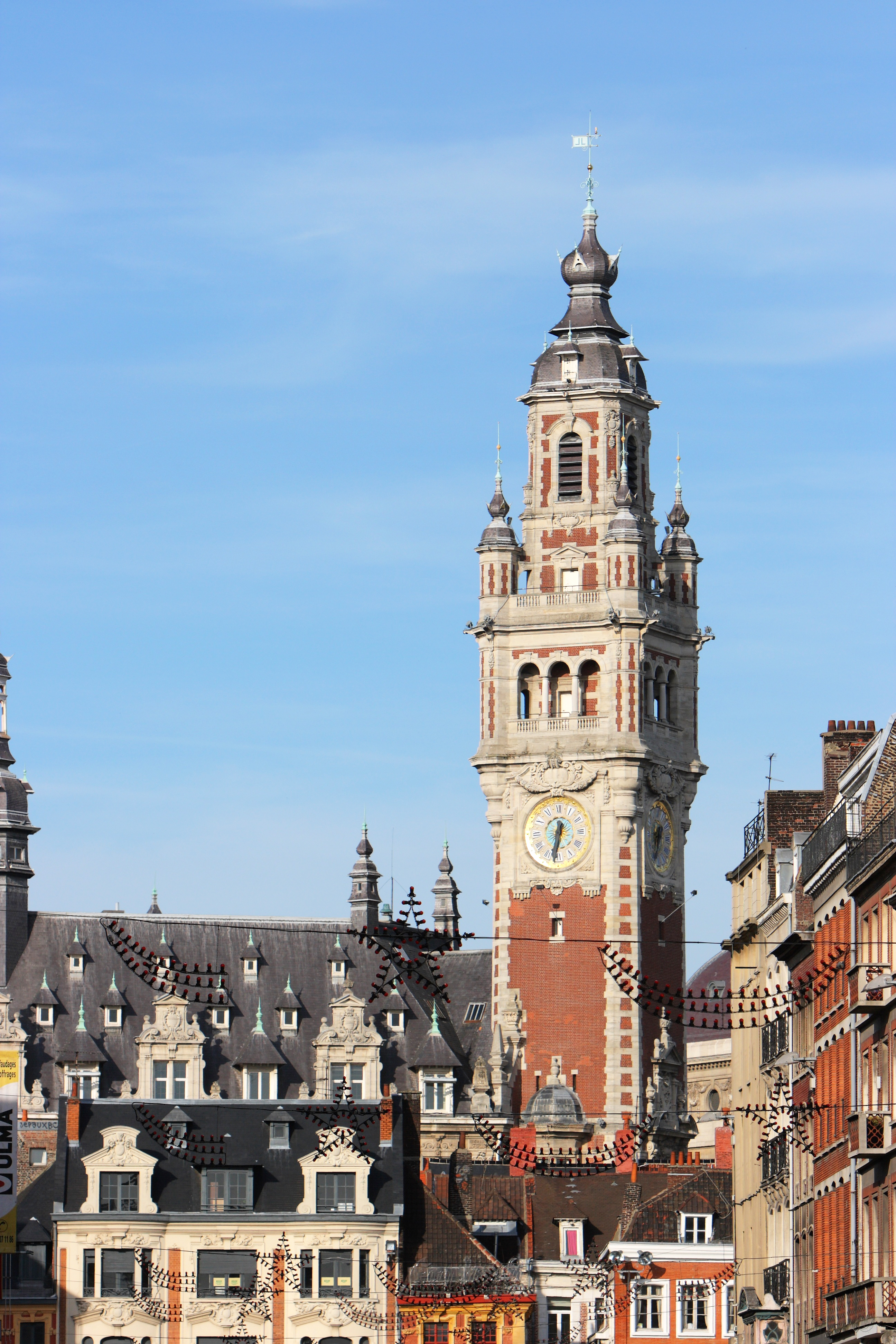
Beffroi de la chambre des commerces de Lille.

- Tour de Lille 1995 25 étages 120 m.
- Tour Lilleurope 1995 25 étages 110 m.
- Beffroi de l'Hôtel de Ville 1932 104 m.
- Tour de la Cité Administrative 1959 23 étages 76/75 m.
- Beffroi de la Chambre de Commerce et d'Industrie Grand Lille 1921 74,50 m.
- Beffroi du Siège de région 2008 16 étages 67 m.
- Tour Campuséa Euralille 2009 17 étages 59,30 m.
- Tour Métropole Europe 2005 17 étages 59,30 m.
- Tour Les Citadines 1994 17 étages 59,30 m.
- Tour Les Studiantes 1994 17 étages 59,30 m.
- Tour Eurocity 1994 17 étages 59,30 m.
- Direction régionale des Finances publiques 1973 13 étages 56 m.
- Lille Métropole Communauté Urbaine - Bât. 2 1975 14 étages 52,50 m
- Le Forum 1974 11 étages 52 m.
- Palais de Justice 1968 12 étages 50 m.
- ZAC du CIAG - Lot 10.7 2016 16 étages 50 m.

#### Loos
- La tour Kennedy, tour d'habitation de 28 étages et de 95 mètres de haut[34], dont la destruction s'est déroulée le 20 juillet 2025[35],[36].

#### Mons-en-Barœul
|  |

- Les Tours De L'Europe.
- Les Tours America 4 Tours de 20 Étages.
- Les Anémones (plusieurs tours), 1 de 18 Étages 61 m.
- Résidence de l'Europe - Garnier Jean-Louis (21 Étages).
- Résidence de l'Europe - Perret Auguste (21 Étages).
- Résidence de l'Europe  - Freyssinet E. (21 Étages).
- Résidence de l'Europe - Guimard Henri (21 Étages).
- Les Anémones (19 Étages)
- Les Charmes (19 Étages)
- Résidence América 1 (19 Étages)
- Résidence América 2B (19 Étages)
- Résidence América 2C (19 Étages)
- Résidence América 3 (19 Étages)
- Résidence Athéna (18 Étages)
- Tour Baudelaire (17 Étages)
- Les Cormiers (16 Étages)
- Les Saules (16 Étages)
- Les Chênes (15 Étages).

#### Nogent-sur-Oise

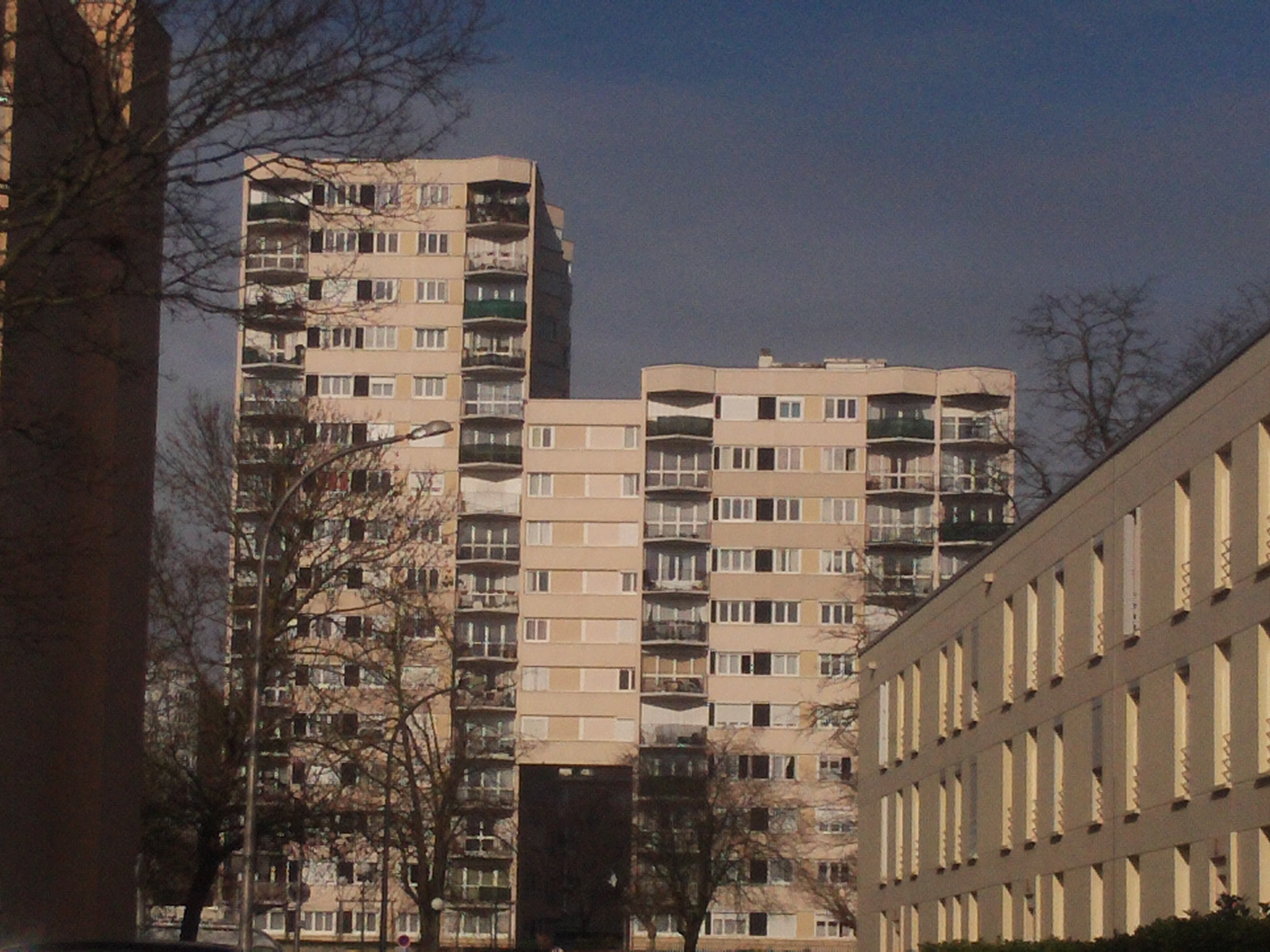
deux des six Tours Les trois Rois

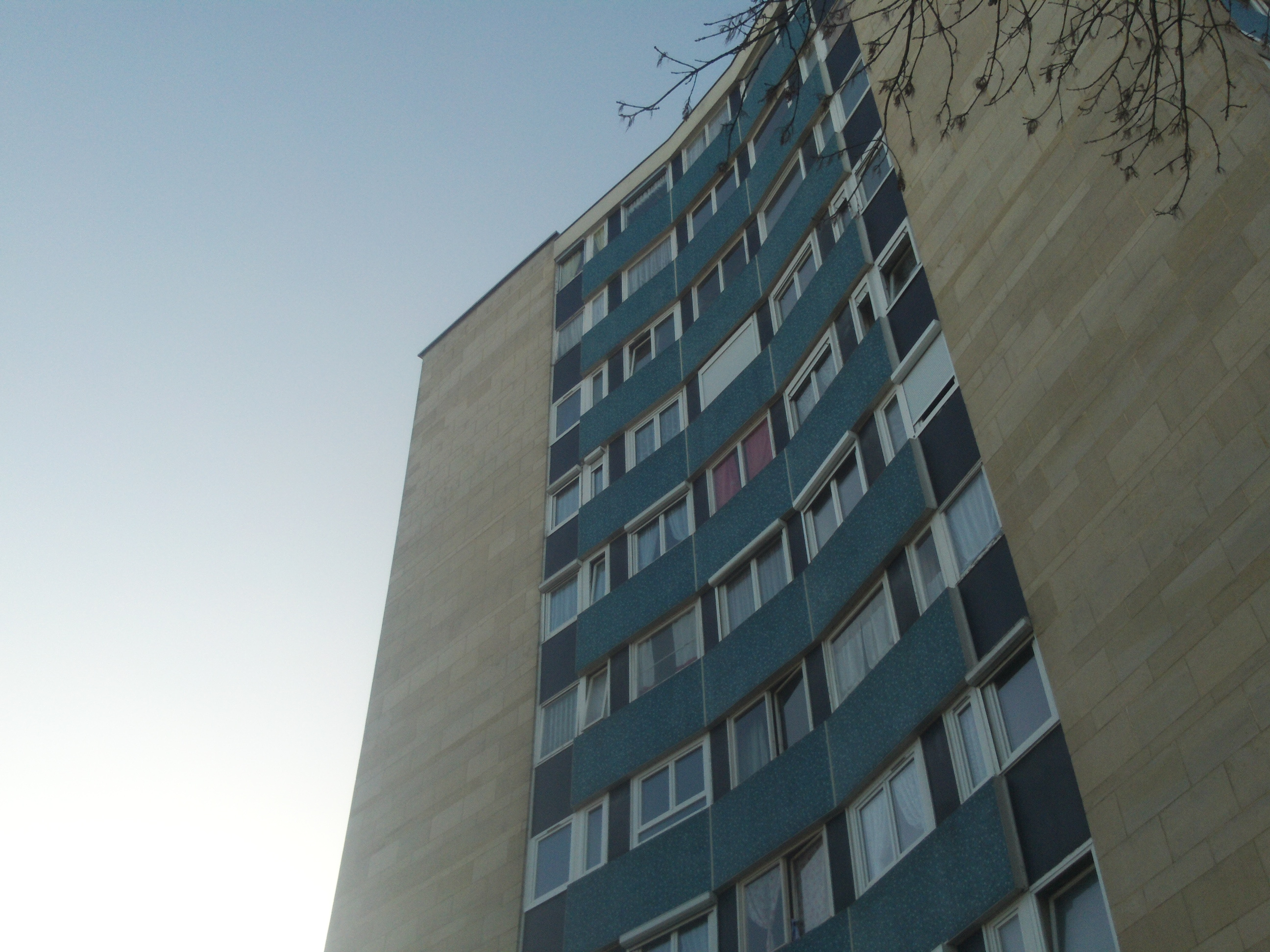
Vue en contre plongée d'une des Tours Hébert

- Tours Les trois Rois tour bleue nord 60 mètres 15 étages
- Tours Les trois Rois tour beige nord 60 mètres 15 étages
- Tours Les trois Rois tour grise nord 60 mètres 15 étages
- Tours Hébert tour verte 50 mètres (45 sans antennes) 11 étages
- Tours Hébert tour bleue 50 mètres (45 sans antennes) 11 étages
- Tours Hébert tour verte #2 50 mètres (45 sans antennes) 11 étages
- Tours Hébert tour bleue #2 50 mètres (45 sans antennes) 11 étages
- Tours Hébert tour beige 11 étages
- Tours Calmette tour bleue 13 étages
- Tours Calmette tour verte 13 étages
- Tours Calmette tour orange 13 étages
- Tours Les trois Rois tour sud bleue 10 étages
- Tours Les trois Rois tour sud grise 10 étages
- Tours Les trois Rois tour sud beige 10 étages

### Normandie

#### Le Havre
- Tour Hôtel de ville 18 étages 72 m
- Tour réservoir 16 étages 64 m

#### Caen
- Hôpital Côte de Nacre (Centre hospitalier régional universitaire de Caen) 1973 23 étages, 90 m. (103 m avec l'antenne).
- Tour Molière ; 17 étages, 58,51 m
- Tour du 214 rue d'Auge ; 15 étages, 51,62 m.

#### Rouen
- Tour des archives 1965 ; 27 étages 91 m. (104 m avec l'antenne).
- Tour du Front de Seine 1974 ; deux tours reliées par une passerelle : 21 étages (65 m. environ : Tour A) et 18 étages (55 m. environ : Tour B).

### Nouvelle Aquitaine
Poitiers

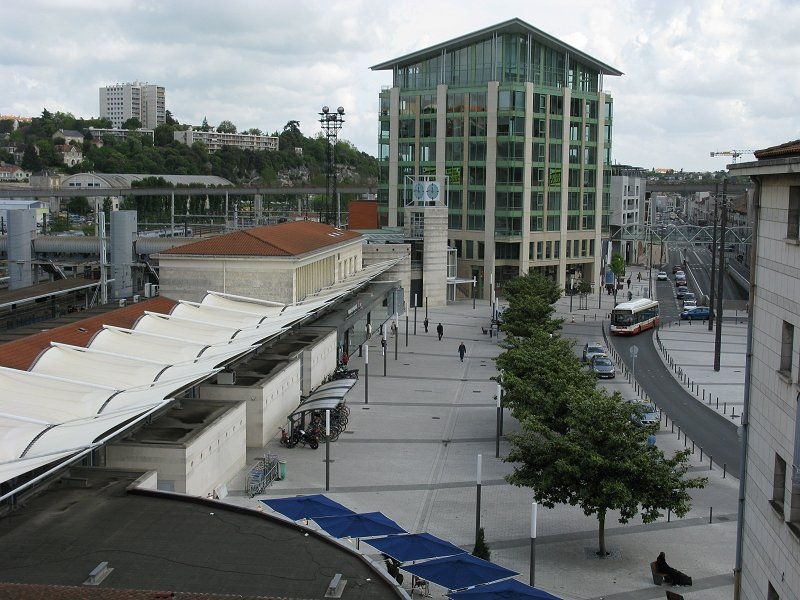

• Tour Toumaï, 58m, Espace B’CoWorker, 9 étages, Quartier gare.

#### Agen
- Tour Victor Hugo 1965 15 étages 53 m
- Tour Léon Blum 1964 16 étages 55 m

#### Bordeaux
- Tour A de la Cité Administrative 1974 27 étages, 92 m (112 m avec l'antenne émettrice).
- Tour B de la Cité Administrative 1974 21 étages 79 m.
- Tour Saint-Saens 78 m 22 étages 1964
- Tour Ravel 78 m 22 étages 1968[37]
- Hôtel de la métropole de Bordeaux 1977 22 étages 77 m.
- Résidence Bergénia 74 m 21 étages 1961
- Résidence Feijoa 74 m 21 étages 1961
- Résidence Formanoir Tour 3, Tour 4, Tour 5, Tour 6, Tour 7, Tour 8, Tour 9 et Tour 10 65 m 18 étages 1972
  - 35, Rue du docteur Schweitzer 65 m 18 étages 1970
  - Tour Mozart 64 m 18 étages 1979
- Résidence Saint-Hilaire - Tour 16 Tour 17 et Tour 18 62 m 18 étages 1972
- Résidence Les Alpillles Tour 22 et Tour 23 62 m 18 étages 1970
- Résidence Vincennes 62 m 18 étages 1970
- Résidence Athènes 62 m 18 étages 1970
- CPAM DE BORDEAUX 61 m 17 étages 1962
  - 19-20 RUE EDOUARD BRANLY 61 m 17 étages 1967
- Résidence du Champ de Course Tour 1 61 m 17 étages 1974
- Tour Chantecrit 61 m 17 étages 1975
- Tour Apollinaire 58 m 16 étages 1975
- Tour Beaumarchais 58 m 16 étages 1975
- Tour Chateaubriand 58 m 16 étages 1975
- Tour Descartes 58 m 16 étages 1975
- Tour Hypérion 58 m 17 étages 2021
- Résidence Haendel 57 m 16 étages 1962
- Résidence Ingres 57 m 16 étages 1962
- Résidence Saint-Jean 57 m 16 étages 1965
- Résidence Liotard  - Tour A 57 m 16 étages 1967
- Tour Innova 57 m 17 étages 2019
- La Cité du Vin 55 m 10 étages 2016
- Cité Benauge Tours 1 et 2 54 m 15 étages 1960
- Résidence Lully 54 m 15 étages 1963
- 12 AVENUE DE BELFORT 54 m 15 étages 1965
- 5 RUE ROBERT LATEULADE 54 m 15 étages 1976
- Résidence Etendard Tours B 54 m 15 étages 1981
- Résidence Catalpa 51 m 14 étages 1961

#### Tulle

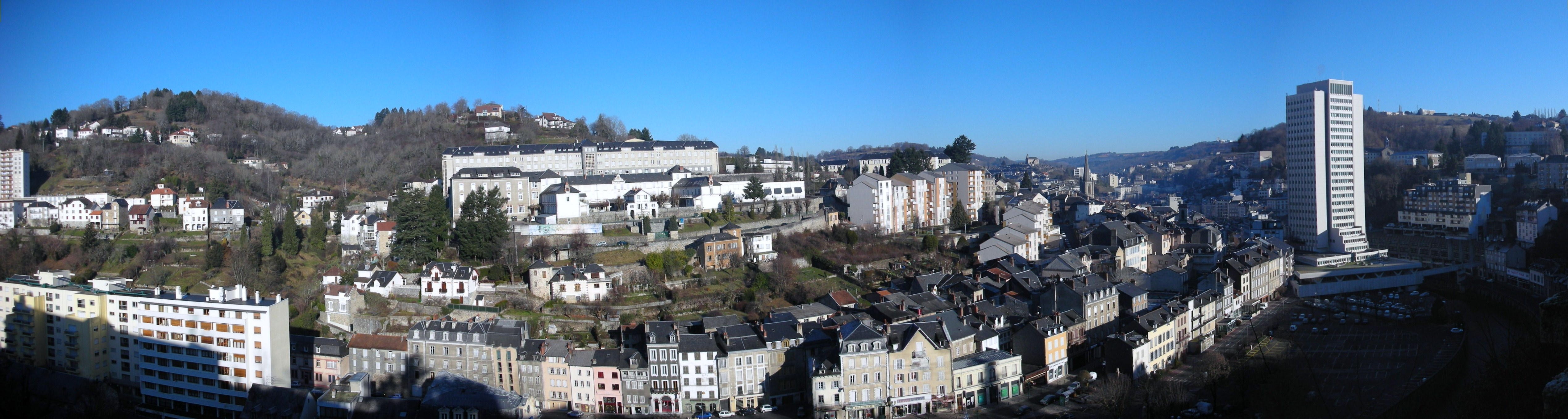
Panorama de Tulle : à droite sur l'image, la tour administrative

- Tour de la Cité Administrative 1975 27 étages, 86 m.

### Occitanie

#### BéziersetValras-Plage
- Tour de Gayonne 1 58 m 16 étages 1973
- Tour de Gayonne 2 54 m 15 étages 1971
- Résidence Bel Horizon 54 m 15 étages 1971

#### Montpellier
- Tour d'Assas 22 étages 80 m. Tour la plus haute d'Occitanie. Destruction prévue en 2024.
- Tour Le Triangle 1970 20 étages 72 m. Architecte : Pierre Tourre.
- Tours du Nouveau Monde 19 étages 65 m
- Tour du Petit Bard 19 étages 60 m
- Tour du polygone 15 étages 59 m
- L'Arbre Blanc 2019 17 étages 56 m. Architecte : Sou Fujimoto.
- Hôtel de Région 1988 50 m. Architecte : Ricardo Bofill.

#### Carmaux
- Tour de la verrerie 1965 15 étages, 50 mètres (détruite en 2000).

#### Nîmes
- Tour Avogadro 63 m (19 étages).
- Tours Les Hesperides (x3) 60 m (19 étages).

#### Toulouse

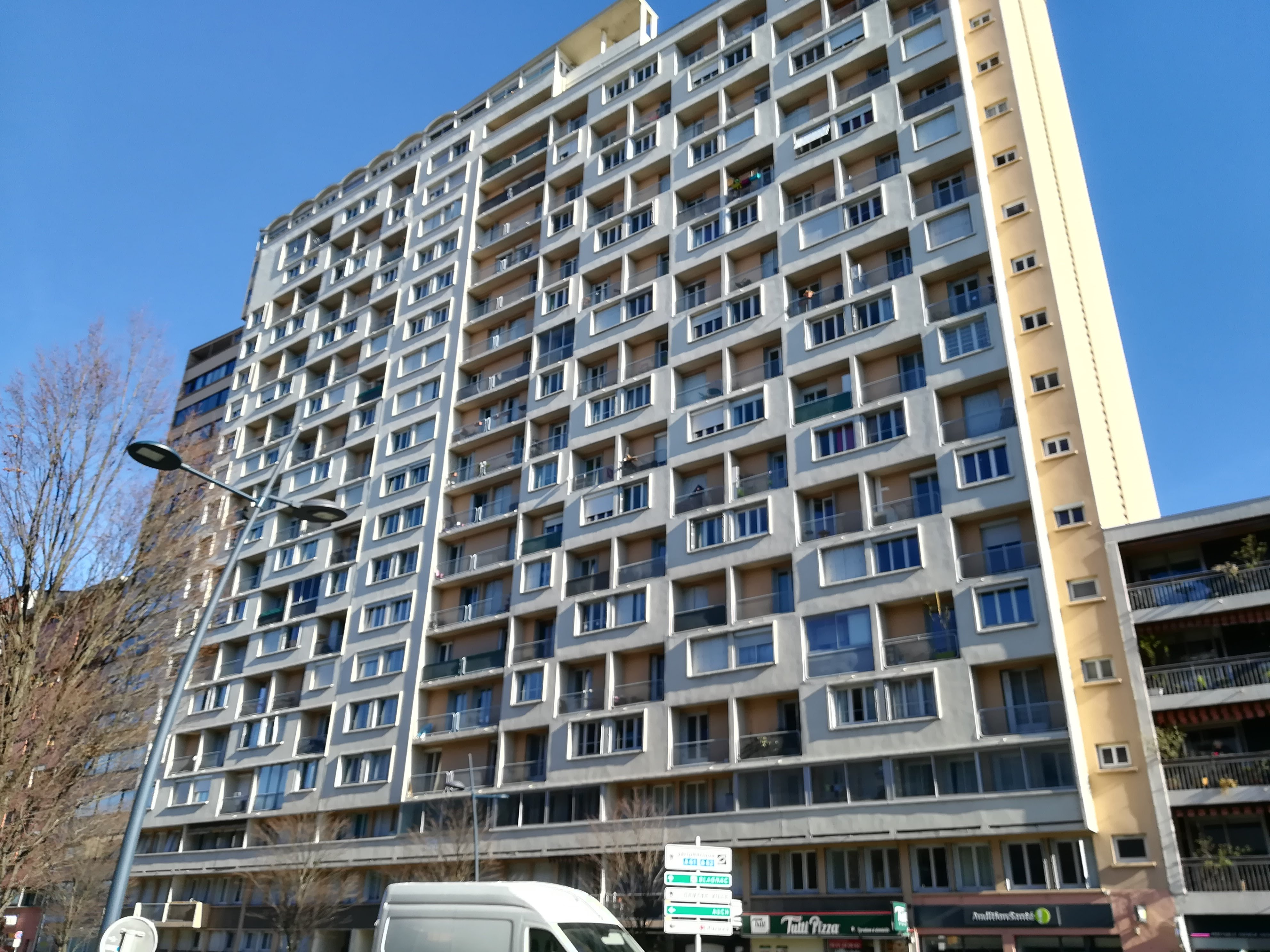
Immeuble Deromedi, 42-44 allées Charles-de-Fitte.

- Tour du Parc de Bagatelle, 7-8 place du Morvan, années 1960, 21 étages, 67 m.
- Résidence Jean Jaurès, 76 allées Jean-Jaurès, 1972, 20 étages, 64 m.
- Résidence des Minimes, 3 boulevard des Minimes, 1958, 19 étages, 64 m.
- Bâtiment C de la Cité Roguet, rue de Gascogne, 1958, 20 étages, 63 m.
- Tour de la Manche, 1-3 rue de la Manche, années 1960, 20 étages, 60 m.
- Immeuble Deromedi, 42-44 allées Charles-de-Fitte, 1958, 19 étages, 60 m.
- Résidence des Mazades, 12 rue d'Arcachon, 1968, 18 étages, 59 m.
- Résidence le Pré Catelan, 78-82 allées Jean-Jaurès, 1986, 17 étages, 57 m.
- Tour Sofitel, 88 allées Jean-Jaurès, 1989, 13 étages, 57 m.
- Résidence des Violettes, 46 boulevard des Minimes, 1964, 17 étages, 54 m.
- Résidence de la Tour, 1 rue d'Aix, 1961, 16 étages, 54 m.
- Résidence de l'Observatoire, 22 avenue Léon-Blum et 7 place Commerciale-de-Jolimont, 1957, 15 étages, 54 m.
- Immeuble Citroën, 2-2 bis boulevard d'Arcole, 1957, 14 étages, 52 m.
- Tour Openview, place Marcel-Bouilloux-Lafont, 2020, 17 étages, 51 m.
- Résidence du Parc de Gounon, 25 route d'Espagne, vers 1970, 17 étages, 51 m.
- Bâtiment C du Parc de l'Hippodrome, 119 impasse Roquemaurel, vers 1975, 17 étages, 51 m.
- Résidence Jolimont, 7 avenue Léon-Blum et 2 rue Jolimont, 1965, 16 étages, 51 m.
- Résidence Grand-Satie, 1-3 rue Erik-Satie, 1964, 15 étages, 50 m.

En projet
- Tour Occitanie, 63 bis boulevard Pierre-Semard, 2027, 40 étages, 153,5 m.
- Tour Altiplano, avenue Bernard-Maris, 2026, 20 étages, 67 m.

### Pays de la Loire

#### Angers
- Tour du Val d'Or (Avrillé) 1972 17 étages 58m.
- Tour Pierre Blandin 57 m 16 étages 1972
- Résidence De Lattre De Tassigny 57 m 16 étages 1974
- Les Hauts D'Anjou 54 m 15 étages 1971
- Résidences Montaigne 1 et 2 54 m 15 étages 1971
- Résidences Jeanne d’Arc 1, 2 et 3 54 m 14 étages 1971
- Tour Louis Gain 54 m 15 étages 1961
- Résidences Le Parc De Bellefontaine 51 m 14 étages 1970
- Résidence Renoir 51 m 14 étages 1974
- Résidence Athéna 51 m 14 étages 1974
- Résidence Agathides 51 m 14 étages 1974
- 8 Square des caléïdes 51 m 14 étages 1974
- 5 avenue de la ballue 51 m 14 étages 1959
- Tour Viollet 1960 15 étages 48/60 m.
- Tour Chaptal 1962 13 étages 42/70 m.
- Square Dumont D'Urville 2,4,6,8 et 10 47 m 13 étages 1974.

#### Laval
- Centre Hospitalier (Laval) 1974  17 étages 68 m

#### Le Mans

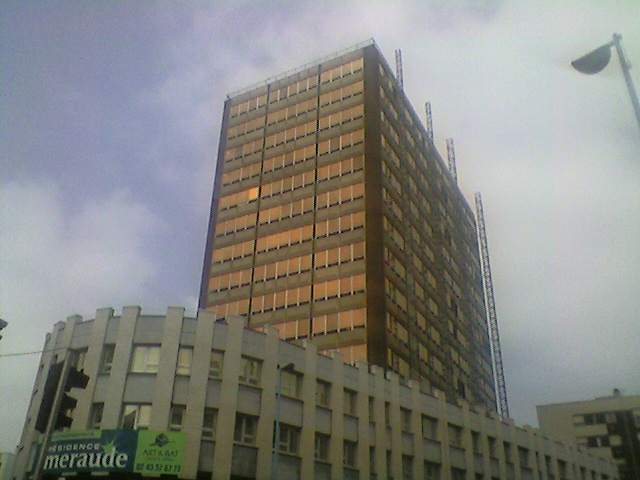
La Tour Émeraude au Mans.

- Tour Cristal 1975, 17 étages, 58 m
- Tour Newton 1970, 15 étages, 50 m
- Tour Émeraude 1975, 16 étages, 50 m.

#### Nantes

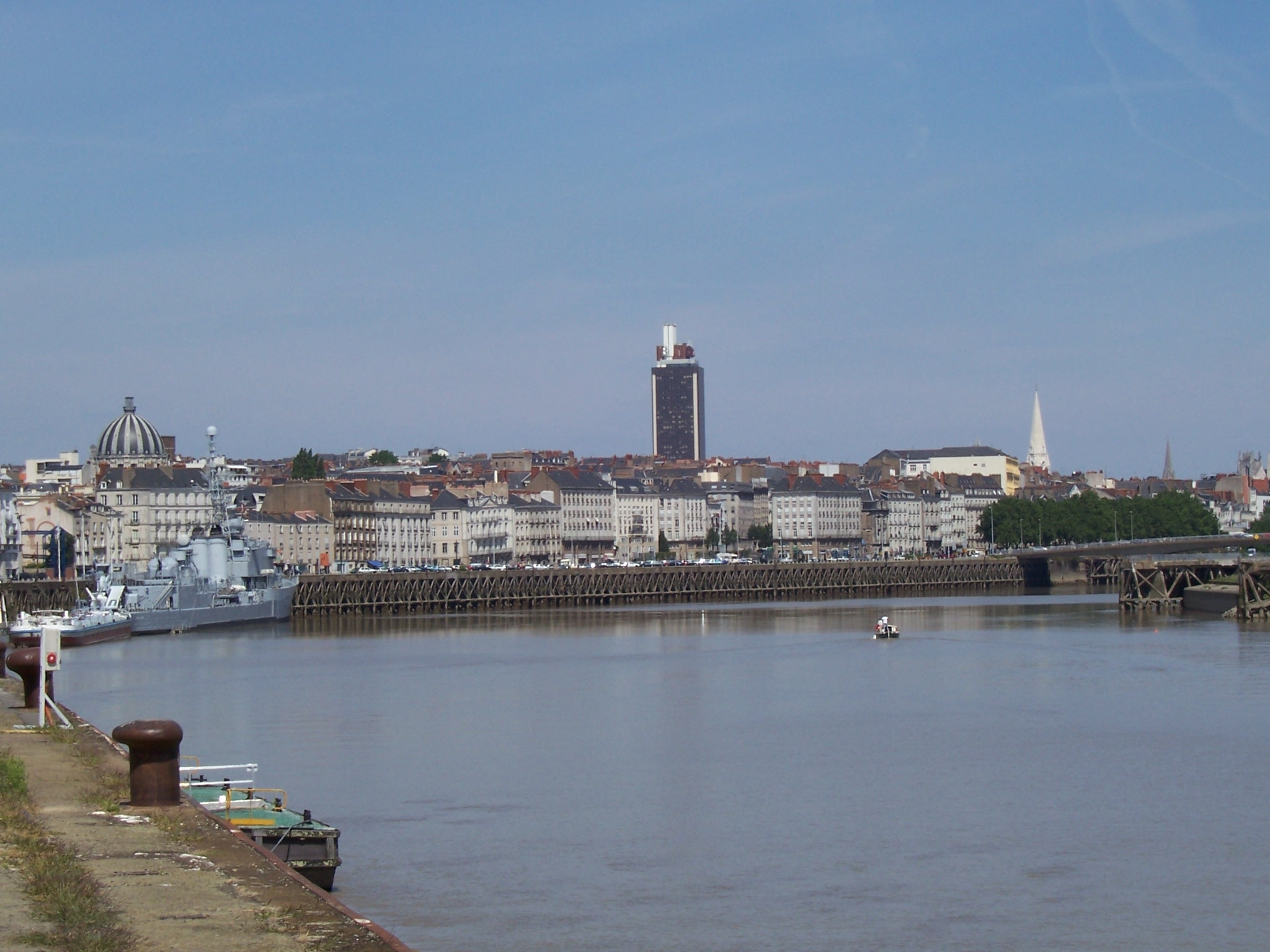
Tour Bretagne (Nantes)

- Tour Bretagne, 1976, 32 étages, 144 m.
- Sillon de Bretagne (à Saint-Herblain) 97 m.
- Le Tripode (détruit en 2005) 70 m
- Faculté de médecine, 1 rue Gaston Veil
- Tour Vulcain III, 1973, 60 m
- Nouvelle Vague, 2014, 55 m
- Tour Amazonie, 2015, 54 m
- Tour New'r, 2017, 55 m
- Hemera, 2016, 55 m

### Provence-Alpes-Côte d'Azur

#### Aix-en-Provence
- Résidence le Mirabeau 51 m 14 Étages

#### Arles
- Luma Arles 2021, 56 mètres (Fondation).

#### Marseille

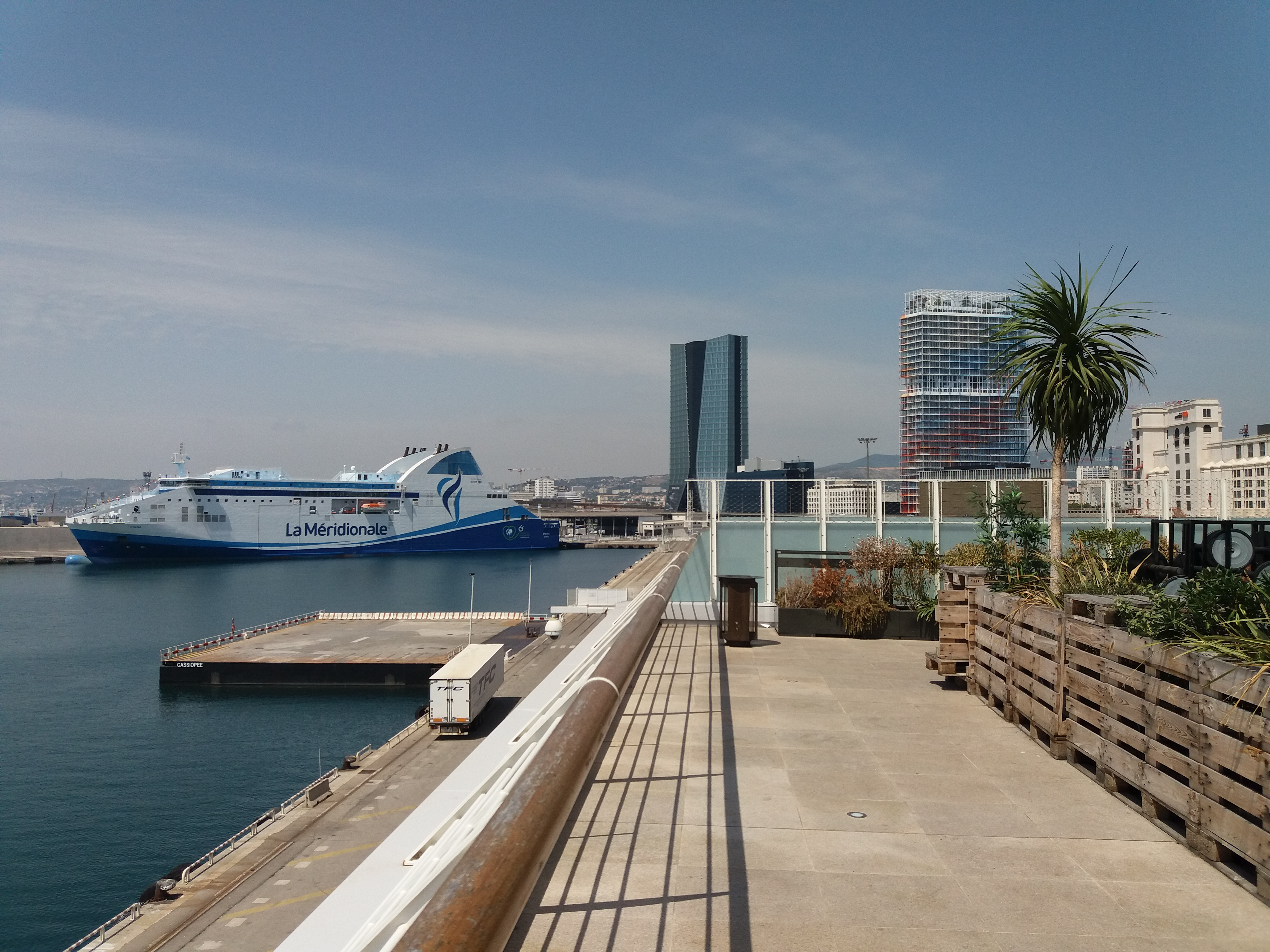
Tour CMA-CGM & La Marseillaise

- Tour CMA-CGM: 2009 33 étages 145 m.
- La Marseillaise: 31 étages 135 m
- La porte bleue (ex-Tour Horizon): 17étages, 56m
- Tour M99 (ex-H99): (en construction): 31 étages, 99m
- Le Grand Pavois: 1975 33 étages 100 m. (115 m avec l'antenne).
- Tour Méditerranée: 24 étages 96 m (105 m. avec l'antenne).
- La Rouvière A: 33 étages 95 m.
- Résidence Super Rouvière: 26 étages 78 m.
- Altitude 117: 25 étages 75 m.
- Parc Sévigné : 24 étages 72m.
- Nouveau Parc Sévigné : 22 étages 52m.
- Tour de la caserne de gendarmerie de la Capelette : 21 étages 70m
- La Grande Corniche : 22 étages 69m
- La Fauvière : 22 étages 71m
- Tours de Frais Vallon : 21 étages 66m
- Tour de Saint-Thys : 21 étages 67m
- Tour de la Viste : 21 étages 66m
- Le Saint-Georges : 21 étages 70m
- Tours du Roy d'Espagne : 17 étages 51m

#### Nice
- Tour de la Préfecture 1981 80 m (17 étages).
- Tours D'Andreis I, II, III et IV 75 m (18 étages).
- Tours Des Mahonias I, II, III, IV et V entre 65 m et 70 m (entre 17 et 18 étages).
- Tours du CADAM I et II (Route de Turin) 65 m (22 étages).
- Tours Las Planas I, II et III (Bd Louis Braille) entre 58 m et 65 m (env 17 étages).
- Tours des Moulins (Bd Paul Montel) (15 étages).

#### Saint-Raphaël
- Tour Vadon, bâtiment résidentiel situé proche du centre-ville et de la mer, 53 mètres, 18 étages, immeuble le plus haut de l'agglomération Fréjus-Saint-Raphaël.

#### Toulon
- La Tour d'Ivoire 70 m.
- Tour Sainte-Catherine C 61 m. (70 m avec l'antenne). DÉCLASSÉ
- Tour Les Ibis - Bat. B 69 m.
- Tour Le Circaète A 66 m.
- Tour Le Tétras B 66 m.
- Le Panoramic 66 m.
- Le Héron 66 m.
- Tour Le Kallisté 65 m.
- Tour Sainte-Catherine A 61 m. DÉCLASSÉ
- Tour Sainte-Catherine B 61 m. DÉCLASSÉ
- Tour Le Concorde 61 m.
- La Goëlette 66 m
- La Corvette 66 m

### Outre Mer

#### Fort-de-France(Martinique)

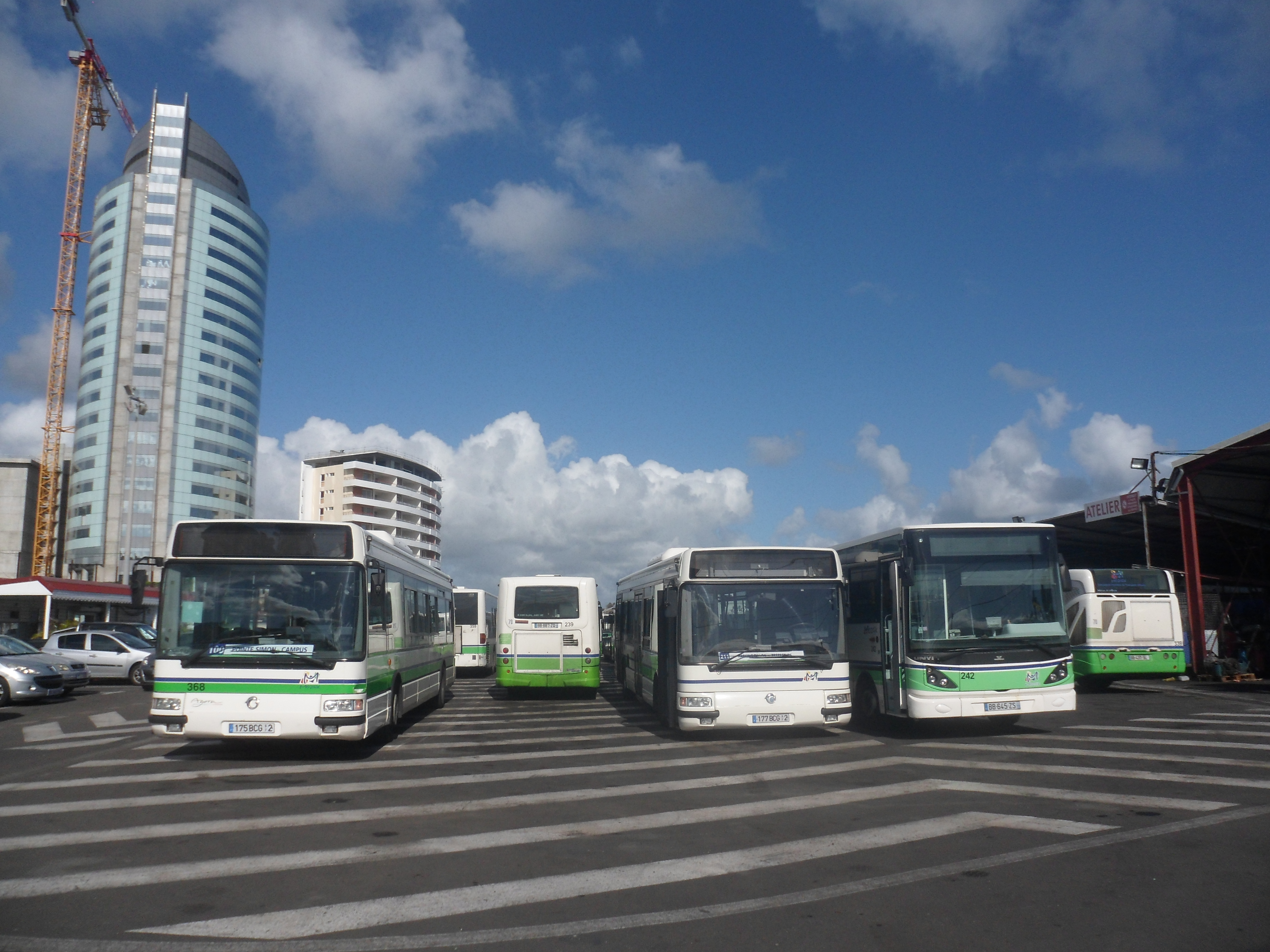
La Tour Lumina.

- Tour Lumina (également connue sous le nom de Tour de la Pointe Simon 2012 20 étages 105,5 m.
- Tours Éliane et Germaine 1973 17 étages 54 m.

#### Nouméa(Nouvelle-Calédonie)
- Tour Pacific Plaza 2018 26 étages 99 mètres
- Tour Ramada Plaza I 2005 21 étages 75,90 mètres
- Tour Ramada Plaza II 2005 20 étages  72,28 mètres
- Hôtel Casa Del Sole 2006 17 étages 62,21 mètres
- Tours Pacific Arcade (tours jumelles) 2006 16 étages 66 mètres
- Tour Société générale 1980 14 étages 56 mètres

#### Pointe-à-Pitre/Les Abymes(Guadeloupe)
- Tours Gabarre (aussi connues sous les noms Résidence Les Palmiers 1 et 2 et Résidence Le Marais) 1972 19 étages 56 m. Les plus hautes constructions de l'archipel guadeloupéen et des Antilles-Guyane Françaises jusqu'à leur démolition entre juillet et novembre 2021. Quartier Lauricisque.
- Résidence Bellevue (aussi connue sous le nom de Tour Bellevue ou Tour de Grand-Camp, quartier de la commune des Abymes, limitrophe de Pointe-à-Pitre dans lequel elle se situe) 1976 17 étages 54 m
- Tour Massabielle 1965 17 étages 54 m
- Tour Anquetil (aussi connue sous le nom de Tour de Baimbridge,quartier des Abymes connu pour son lycée situé juste en face de cette dernière) 1968 16 étages 51 m
- Tours Frébault (aussi connues sous le nom de Résidence Daniel Beauperthuis) 1975 17 étages 50,50 m
- Tours Faidherbe (aussi connues sous le nom de Résidence des Îles) 1974 17 étages 50,50 m.